# Трипл Эйч
Пол Майкл Леве́к (англ. Paul Michael Levesque, род. 27 июля 1969, Нашуа, Нью-Гэмпшир) — американский топ-менеджер, актёр, бывший рестлер, более известный как Трипл Эйч (англ. Triple H, аббревиатура от англ. Hunter Hearst Helmsley). В данный момент занимает должность директора по контенту WWE. Левек занимается букингом шоу, а также кадровыми вопросами.
Трипл Эйч проходил обучение рестлингу в 1990—1991 годах и начал свою карьеру с 1992 году в International Wrestling Federation (IWF) под именем Терра Райзинг. В 1994—1995 годах он перешёл в World Championship Wrestling (WCW) и получил образ в франкоканадского аристократа по имени Жан-Поль Левек, а затем в 1995 году перешёл в World Wrestling Federation (WWF, ныне WWE) и получил имя Хантер Хёрст Хелмсли.
В WWF Трипл Эйч приобрёл известность после того, как стал одним из основателей влиятельной группировки D-Generation X, которая стала одним из главных элементов эры Attitude в 1990-х годах. Выиграв свой первый титул чемпиона WWF в 1999 году, он стал одним из главных действующих лиц компании и к началу нового тысячелетия считался одним из лучших рестлеров Северной Америки. Трипл Эйч был хедлайнером многих крупных шоу WWE, семь раз закрывая главное ежегодное событие компании — WrestleMania.
За свою карьеру Трипл Эйч завоевал множество чемпионских титулов: он был пятикратным интерконтинентальным чемпионом, трёхкратным командным чемпионом мира, двукратным европейским чемпионом и четырнадцатикратным чемпионом мира, став седьмым чемпионом Тройной короны и вторым чемпионом Большого шлема. Он также является двукратным победителем матча «Королевская битва» и победителем турнира «Король ринга» (1997) и возглавлял группировки D-Generation X, «Фракция Макмэн-Хелмсли», «Эволюция» и «Власть».
Левек также известен благодаря своей закулисной работе в WWE. В разные годы он возглавлял кадровый департамент, сценарный комитет, занимался всемирной стратегией развития. Заслугой Левека стало создание подготовительного бренда NXT.
За пределами реслинга Трипл Эйч привлекает значительное внимание СМИ благодаря своему браку со Стефани Макмэн, дочерью Винса и Линды Макмэн, которые являются основными владельцами WWE. Член Зала славы WWE с 2019 года в составе D-Generation X, в 2025 году введен в Зал славы индивидуально. После того, как в сентябре 2021 года у него случилась сердечная недостаточность, которая привела к 15-часовой операции и потребовала установки имплантируемого кардиовертер-дефибриллятора, он официально закончил карьеру в апреле 2022 года.

## Ранняя жизнь
Пол Майкл Левек родился в Нашуа, Нью-Гэмпшир, 27 июля 1969 года. У него есть сестра по имени Линн. В юности Левек посмотрел свой первый матч по рестлингу с участием вождя Джея Стронгбоу. Он учился в средней школе Nashua South High School, где играл в бейсбол и баскетбол. После окончания школы в 1987 году Левек продолжал участвовать в соревнованиях по бодибилдингу — он занялся им в 14 лет, потому что хотел быть похожим на рестлеров, которых видел по телевизору, — и в 1988 году в возрасте 19 лет выиграл конкурс Mr. Teenage New Hampshire. Работая менеджером тренажёрного зала в Нашуа, он познакомился с чемпионом мира по пауэрлифтингу Тедом Арсиди, который в то время работал в WWF. В конце концов, после многочисленных попыток, Левек убедил Арсиди познакомить его с бывшим рестлером Киллером Ковальски, который руководил школой рестлинга в Молдене, Массачусетс.

## Карьера в рестлинге

### Ранняя карьера и обучение (1990—1993)
В начале 1990 года Левек начал тренироваться как рестлер в школе Киллера Ковальски в Молдене. Среди его сокурсников были будущие рестлеры WWF Чайна и Перри Сатурн. Профессиональный дебют Левека состоялся 24 марта 1992 года в промоушене Ковальски, International Wrestling Federation (IWF), под именем Терра Райзинг. В матче он победил Тони Роя. В июле 1992 года он победил Бешеного Пса Ричарда и завоевал титул чемпиона IWF в тяжёлом весе. До 1993 года Левеск выступал за различные независимые промоушены Восточного побережья, и в этот период его менеджером был Джон Родео.

### World Championship Wrestling (1994—1995)
В начале 1994 года Левек подписал однолетний контракт с World Championship Wrestling (WCW). В своём первом телевизионном матче Левек дебютировал как злодей по имени Террор Райзинг, победив Кита Коула. Вскоре его имя было изменено на Терра Райзинг, которое он использовал до середины 1994 года, когда его переименовали в Жан-Поль Левека. Этот образ указывал на французское происхождение его фамилии, и его попросили говорить с французским акцентом, так как он не знал французского языка. В это время он начал использовать свой финишный приём — «Педигри». У Левека была короткая вражда с Алексом Райтом, которая закончилась на Starrcade тем, что Райт его удержал. В конце 1994 — начале 1995 года Левек ненадолго объединился с Лордом Стивеном Ригалом, чей образ британской персоны из высшего класса была похожа на персонаж Левека. Команда просуществовала недолго. Ранее Левек встречался с Винсом Макмэном, чтобы обсудить переход в World Wrestling Federation, но это не привело к тому, что он стал работать в этой компании. После того, как Макмэн посмотрел матч Левека на Starrcade, ему было сделано предложение о работе, и Левек ушёл в WWF в январе 1995 года.

### World Wrestling Federation/Entertainment/WWE

#### Интерконтинентальный чемпион (1995—1997)

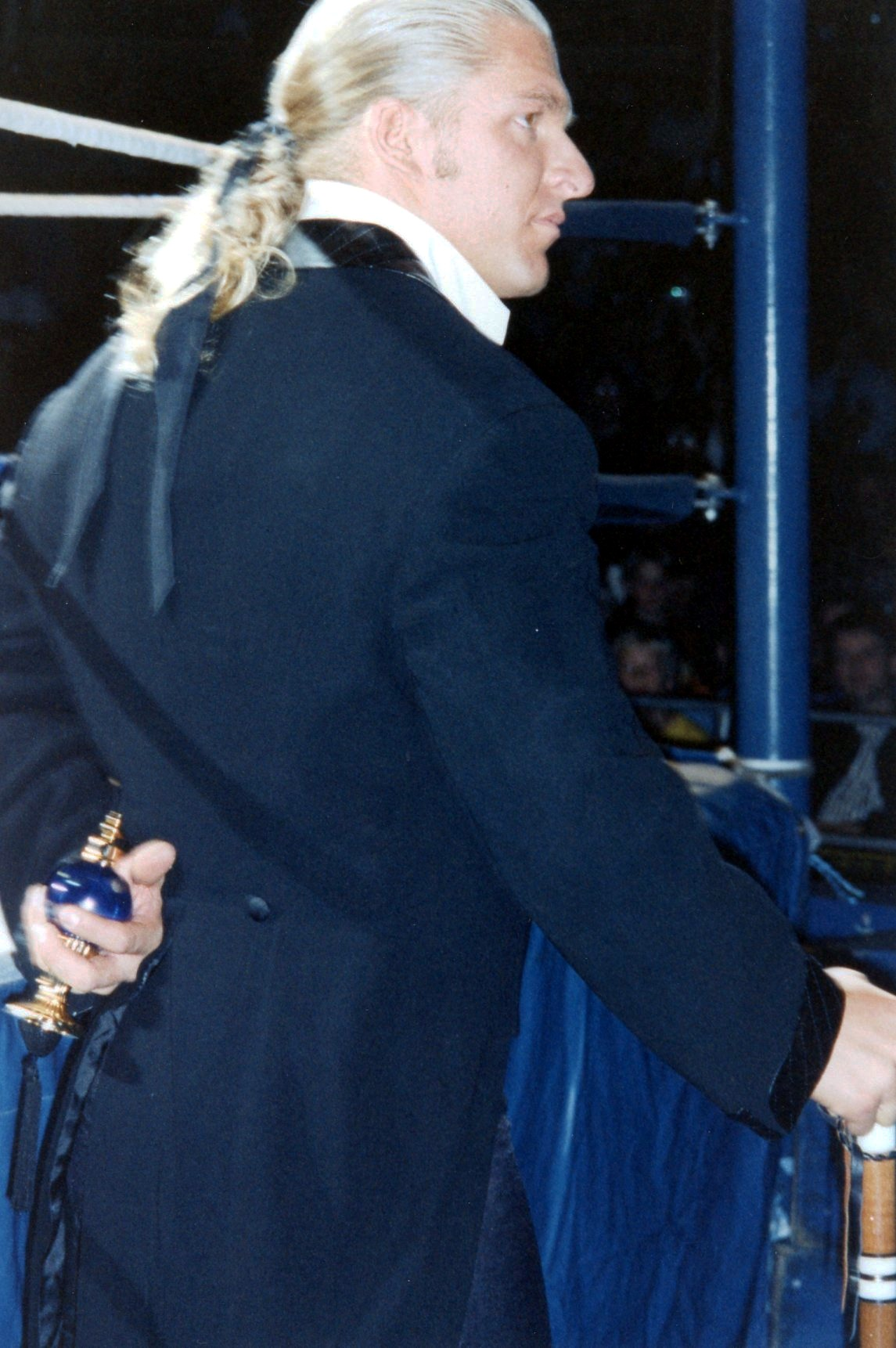
Хелмсли был одет во фрак и носил с собой традиционный флакон духов с распылителем, чтобы подчеркнуть свой крайний снобизм

В модифицированной версии своего образа из WCW, Левек начал свою карьеру в WWF как «Голубая кровь из Коннектикута». По словам Левека, Джей Джей Диллон первоначально дал ему имя Реджинальд Дюпон Хелмсли, но Левеск попросил придумать ему имя, обыгрывающее первые буквы, и руководство в итоге согласилось с его предложением — Хантер Хёрст Хелмсли. Он появлялся в записанных на плёнку роликах, в которых рассказывал о том, как правильно пользоваться этикетом, вплоть до своего дебюта на ринге в эпизоде Wrestling Challenge от 30 апреля 1995 года, победив Бака Зумхофа. Хотя технически Хелмсли все ещё был не мог выступать на ринге из-за ограничений со стороны WCW, ему разрешили выступить в первом бою против Рэя Аполло на последнем шоу WWF, проходившем в «Бостон-гарден», чтобы у него был шанс выступить перед своим отцом. Хелмсли дебютировал на PPV-шоу WWF на SummerSlam, где он победил Боба Холли. Осенью 1995 года Хелмсли начал вражду с фермером Генри О. Годвином, кульминацией которой стал печально известный матч «Загон для свиней» на шоу In Your House 5: Seasons Beatings, где Хелмсли одержал победу.

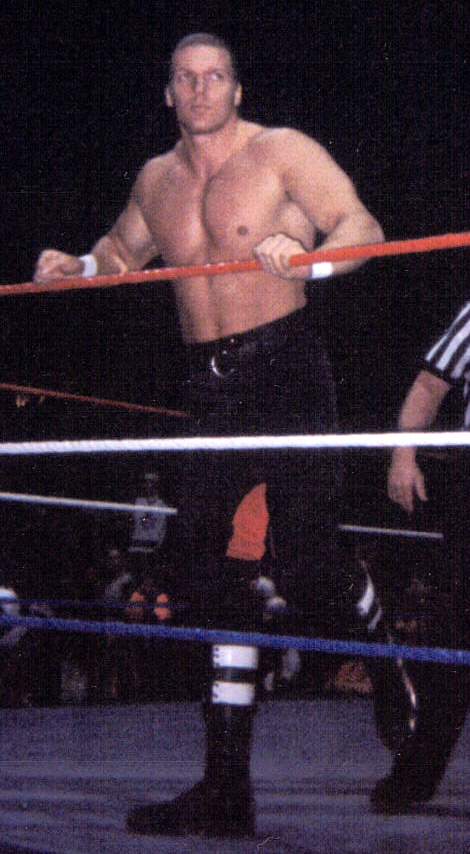
Хелмсли в 1996 году

Хотя в первые месяцы после дебюта Хелмсли был очень популярен, его карьера застопорилась в 1996 году, что началось с вражды с Дюком «Свалкой» Друзом, которому от проиграл во время «Free for All» на Royal Rumble. По условиям этого проигрыша Хелмсли был вынужден выйти на матч «Королевская битва» под первым номером. Он начал матч против бывшего соперника Генри Годвина, продержался более 48 минут, прежде чем был выброшен Дизелем. Вплоть до этого шоу Хелмсли каждую неделю появлялся на телевидении в сопровождении разных менеджеров (среди которых были модели Playboy Шай Маркс и Тайлин Джон). На WrestleMania XII его менеджером была Сейбл, и после поражения от Последнего воина, в рамках сюжетной линии, он выместил на ней свою агрессию. Дебютировавший Марк Меро — её настоящий муж — пришёл ей на помощь, положив начало вражде между двумя рестлерами.
1 июня 1996 года Хелмсли появился в эпизоде Superstars в матче против Марти Гарнера. Когда он попытался выполнить «Педигри», Гарнер принял манёвр за двойной подсекающий суплекс и попытался подпрыгнуть, в результате чего он приземлился на голову и получил повреждение шеи. Гарнер подал в суд на WWF, в конце концов, урегулировав дело во внесудебном порядке, и позже рассказал об этом инциденте в своём выступлении на «Шоу Монтела Уильямса».
За кулисами Левек был известен как один из членов The Kliq — группы рестлеров, в которую входили Шон Майклз, Кевин Нэш, Шон Уолтман и Скотт Холл, известные своим влиянием на Винса Макмэна и творческую команду WWF. Утверждалось, что он должен был выиграть турнир «Король ринга» в 1996 году, но вместо него победу одержал Стив Остин после инцидента в «Мэдисон-сквер-гарден», когда после матча The Kliq вышли из образа, чтобы попрощаться с уходящими Нэшем и Холлом. Несмотря на наказание, Хелмсли добился успеха после инцидента в «Мэдисон-сквер-гарден». Мистер Совершенство стал его менеджером, и 21 октября 1996 года он впервые выиграл титул интерконтинентального чемпиона WWF, победив Марка Меро. Когда Мистер Совершенство покинул WWF, его уход объяснили тем, что Хелмсли отвернулся от своего менеджера, как только выиграл интерконтинентальное чемпионство. Хелмсли удерживал титул почти четыре месяца, прежде чем уступил его Рокки Майвии в специальном эпизоде Monday Night Raw от 13 февраля 1997 года. В течение короткого времени Хелмсли сопровождал Мистер Хьюз, который был его сюжетным телохранителем, напоминающим Теда Дибиаси и Вирджила. После потери интерконтинентального титула он враждовал с Голдастом, победив его на WrestleMania 13. Во время их вражды Чайна дебютировала в качестве его нового телохранителя.

#### D-Generation X (1997—1999)

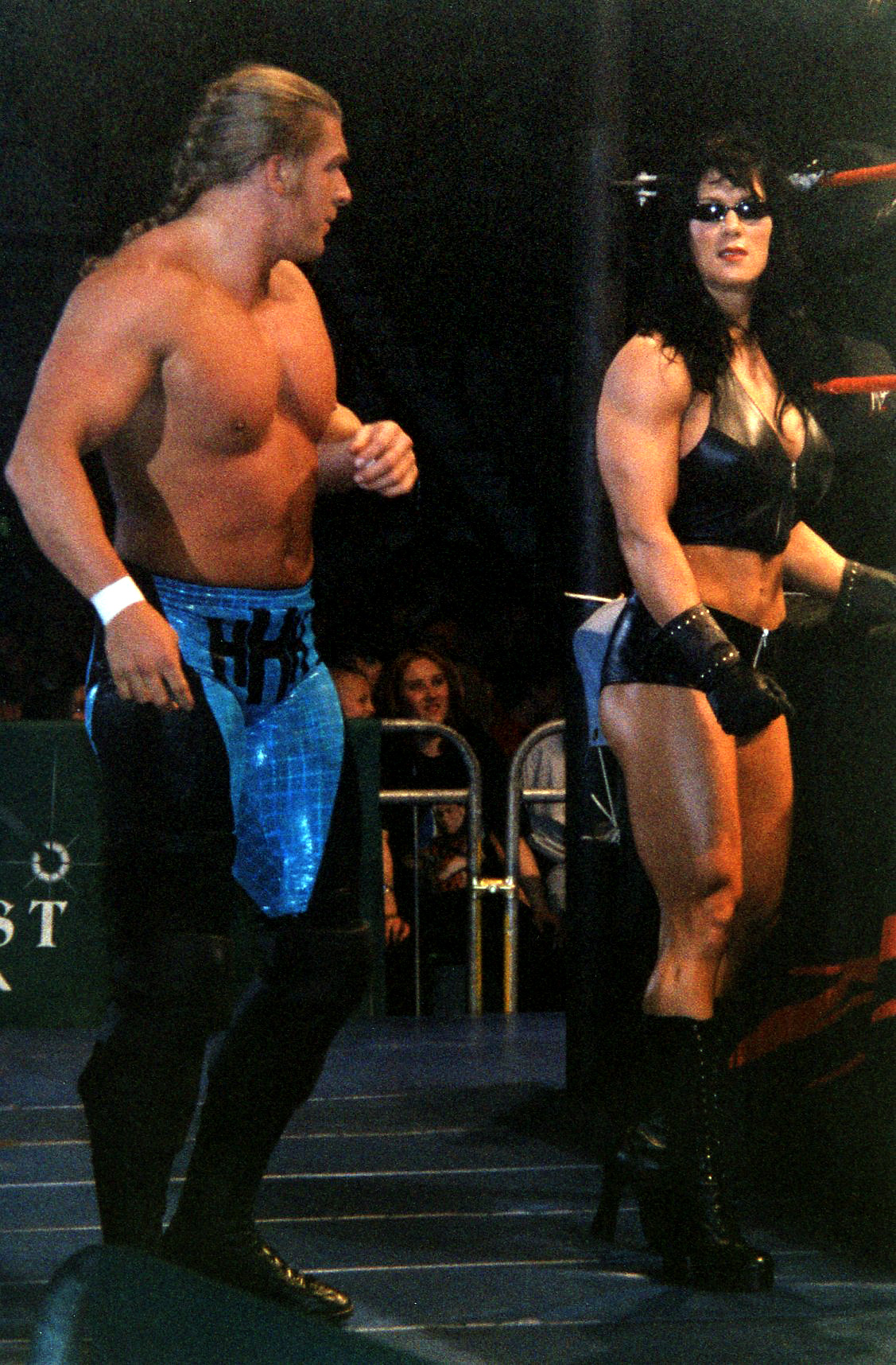
Трипл Эйч и Чайна в апреле 1999 года

Хелмсли снова отметился в 1997 году, выиграв турнир «Король ринга», победив в финале Мэнкайнда. Позже в том же году Шон Майклз, Хелмсли, Чайна и Рик Руд образовали группу D-Generation X (D-X). Эта группировка стала известна тем, что нагнетала обстановку: Майклз и Хелмсли делали рискованные промо-ролики, используя коронную фразу «Suck It» (англ. Отсоси) и движение рукой в области паха, и язвительно высмеивали Брета Харта и Канаду. К тому времени Хелмсли уже практически отказался от образа сноба «голубых кровей», появляясь в футболках и кожаных куртках. В этот период его имя сократилось до Трипл Эйч (англ. Триджы Эйч), хотя время от времени его по-прежнему называли Хелмсли, а до конца карьеры — Хантер. Даже после окончания сюжетной линии «D-X против „Основания Харта“» он продолжал враждовать с единственным оставшимся в компании членом семьи Хартов Оуэном за титул европейского чемпиона WWF. Это закончилось матчем между ними на WrestleMania XIV с условием, что Чайна должна была быть прикована наручниками к тогдашнему распорядителю Сержанту Слотеру. Трипл Эйч победил после того, как Чайна бросила порошок в глаза Слотера, на мгновение ослепив его, что позволило ей вмешаться в матч.
После WrestleMania Майклз был вынужден временно закончить карьеру из-за травмы спины, полученной на Royal Rumble, а Трипл Эйч занял лидерскую роль в D-X. В ночь после WrestleMania он представил вернувшегося Икс-пака и объединил усилия с «Изгоями нового века». В 1998 году D-X стали более популярными, превратившись из злодеев в любимцев фанатов. В это время он стал использовать трюк, спрашивая толпу: «Вы готовы? Я сказал, вы готовы?», а затем пародировал знаменитую фразу ринг-анонсера конкурирующего промоушена WCW Майкла Баффера «Готовьтесь к бою», заменив слово «бой» на слоган D-X «Suck It» (англ. Отсоси). Также в это время Трипл Эйч начал вражду с лидером «Нации доминации» и восходящей звездой WWF, Скалой. Это сюжетное соперничество в конечном итоге привело к вражде за титул интерконтинентального чемпиона WWF, который Трипл Эйч выиграл в матче с лестницами на SummerSlam. Он недолго удерживал титул, так как был выбыл из строя из-за травмы колена. Когда Скала выиграл титул чемпиона WWF на Survivor Series, соперничество между ними продолжилось, так как D-X сражались с «Корпорацией», главной звездой которой был Скала. 25 января 1999 года на Raw Is War Трипл Эйч получил шанс на чемпионство WWF в матче «I Quit», но матч закончился, когда Трипл Эйч был вынужден сдаться, когда увидел, как его помощницу Чайну душит Кейн. Это положило начало новому сюжету для Трипл Эйча, так как Чайна предала его, напав на него после матча и присоединившись к «Корпорации».
На WrestleMania XV Трипл Эйч проиграл Кейну после того, как в его бой вмешалась Чайну, которая, как считалось, вновь вступила в D-X. Позже, ночью, он предал своего давнего друга и товарища по D-X Икс-пака, помогая Шейну Макмэну сохранить титул европейского чемпиона WWF, и присоединился к «Корпорации». В апреле он начал отходить от образа D-X, перевязыая кулаки тейпом на матчи, надевая новые, более короткие плавки и нося более короткую причёску. Его образ изменился, поскольку он боролся за возможность стать чемпионом WWF. После неудачных попыток завоевать чемпионство, Трипл Эйч и Мэнкайнд бросили вызов тогдашнему чемпиону WWF Стиву Остину в матче на SummerSlam, в котором в качестве специально приглашённого рефери участвовал Джесси «Тело» Вентура. Мэнкайнд выиграл матч, удержав Остина. На следующий вечер на шоу Raw Is War Трипл Эйч победил Мэнкайнда и выиграл свой первый титул чемпиона WWF. 16 сентября 1999 года в эпизоде SmackDown! он проиграл титул чемпиона WWF Мистеру Макмэну, а затем вернул его себе на Unforgiven в матче, в котором участвовали Дэйви Бой Смит, Биг Шоу, Кейн, Скала и Мэнкайнд. Он победил Стива Остина на No Mercy, а затем уступил титул Биг Шоу на Survivor Series. Затем Трипл Эйч продолжил вражду с Мистером Макмэном, женившись на его дочери Стефани Макмэн и победив Макмэна на Armageddon. В результате вражды начался сюжет с участием Трипл Эйча и Стефани, который вёл WWF в течение следующих семнадцати месяцев; вместе они были известны как «Фракция Макмэн-Хелмсли».

#### Эра Макмэн-Хелмсли (2000—2001)
К январю 2000 года Трипл Эйч назвал себя «Игроком», заявив, что он находится на вершине мира рестлинга (то есть не просто «лучший в игре», а фактически «игра»), и получил от Джима Росса прозвище «Церебральный убийца». В эпизоде Raw Is War от 3 января Трипл Эйч победил Биг Шоу и завоевал свой третий титул чемпиона WWF.
В начале 2000 года Трипл Эйч враждовал с Миком Фоли. Они оба сражались на Royal Rumble в уличной драке за титул чемпиона WWF, которую Трипл Эйч выиграл, проведя два «Педигри» против Фоли. Вражда закончилась на No Way Out в матче «Ад в клетке», где Трипл Эйч сохранил титул и заставил Фоли закончить карьеру. На WrestleMania 2000 Трипл Эйч удержал Скалу и сохранил титул, но проиграл его Скале на Backlash, тем самым завершив своё чемпионство в 118 дней. Через три недели он вернул себе титул в матче «Железный человек» на Judgment Day, но снова проиграл его Скале на King of the Ring. Затем Трипл Эйч вступил в сюжетную линию с Крисом Джерико, который победил его матче за титул чемпиона WWF на эпизоде Raw Is War от 17 апреля, после чего титул был возвращён Трипл Эйчу из-за быстрого отсчёта, сделанного рефери Эрлом Хебнером, и чемпионство Джерико не было признано. Кульминацией их вражды стал матч «Последний живой» на Fully Loaded, который выиграл Трипл Эйч. После этого Трипл Эйч враждовал с Куртом Энглом, сначала из-за титула чемпиона WWF, а затем из-за любовного треугольниак между ним, Энглом и Стефани. И Трипл Эйч, и Энгл боролись за титул чемпиона WWF против Скалы на SummerSlam, но Скала сохранил титул после того, как Энгл получил сотрясение мозга во время неудачного «Педигри» на комментаторском столе, проведённого Трипл Эйчем. Вражда достигла кульминации на Unforgiven, где Трипл Эйч победил Энгла с помощью «Педигри» после удара ниже пояса от Стефани Макмэн.
После короткого выступления в качестве фейса, в ходе которого он победил Криса Бенуа на No Mercy, Трипл Эйч вернулся к своей персоне хила и возобновил вражду со Стивом Остином, когда выяснилось, что Трипл Эйч заплатил Рикиши, чтобы тот сбил Остина на автомобиле на Survivor Series (1999), из-за чего тот взял годовой перерыв. Хотя по сюжету Трипл Эйч сказал, что сделал это для того, чтобы оградить Остина от чемпионства WWF и завершить его карьеру, в действительности прежние травмы шеи Остина снова начали беспокоить его, что вынудило его сделать операцию. В ноябре 2000 года Трипл Эйч и Остин провели матч на Survivor Series (2000), который закончился тем, что Трипл Эйч попытался обманом заставить Остина заехать на парковку, чтобы снова сбить его, но Остин поднял его машину с помощью погрузчика и перевернул её на крышу с высоты 3 метров. Через несколько недель Трипл Эйч вернулся и напал на Остина, и их вражда продолжилась в 2001 году и закончилась матчем «Три круга ада» на No Way Out, в котором Трипл Эйч победил Остина со счётом 2:1. В 2001 году Трипл Эйч также враждовал с Гробовщиком, который победил его на WrestleMania X-Seven. В ночь после WrestleMania Трипл Эйч вмешался в матч в стальной клетке между Остином (который только что выиграл титул чемпиона WWF) и Скалой, где он объединился с Остином и дважды напал на Рока, образовав команду под названием «Власть двух людей» (англ. The Two-Man Power Trip). Затем Трипл Эйч победил Криса Джерико и завоевал свой третий титул интерконтинентального чемпиона WWF на SmackDown! 5 апреля, а через две недели выиграл его в четвёртый раз, победив Джеффа Харди. Затем Трипл Эйч стал командным чемпионом WWF на Backlash, когда он и Остин победили Кейна и Гробовщика в командном матче «Победитель получает всё». Поскольку Трипл Эйч все ещё оставался интерконтинентальным чемпионом, эта победа сделала его двойным чемпионом. Таким образом, Трипл Эйч стал седьмым обладателем Тройной короны и вторым победителем Большого шлема в истории WWF.
Во время эпизода Raw Is War от 21 мая 2001 года он получил серьёзную и опасную для карьеры травму. В главном событии вечера он и Остин защищали командное чемпионство WWF против Криса Джерико и Криса Бенуа. В какой-то момент Джерико зажал Остина захват «Стены Иерихона», и Трипл Эйч бросился разнимать его, но в этот момент у него произошёл разрыв левой четырёхглавой мышцы бедра, в результате чего она полностью оторвалась от кости. Несмотря на то, что он не мог нагружать ногу, Трипл Эйч смог завершить матч. Он даже позволил Джерико зажать его в «Стены Иерихона» — приём, который оказывает значительную нагрузку на четырёхглавую мышцу. Разрыв потребовал операции, которую провёл хирург-ортопед доктор Джеймс Эндрюс. Эта травма положила конец «эре Макмэн-Хелмсли», так как из-за тяжёлого процесса реабилитации Трипл Эйч выбыл из строя более чем на восемь месяцев, полностью пропустив сюжетную линию «Вторжение».

#### «Царство террора» и «Эволюция» (2002—2005)

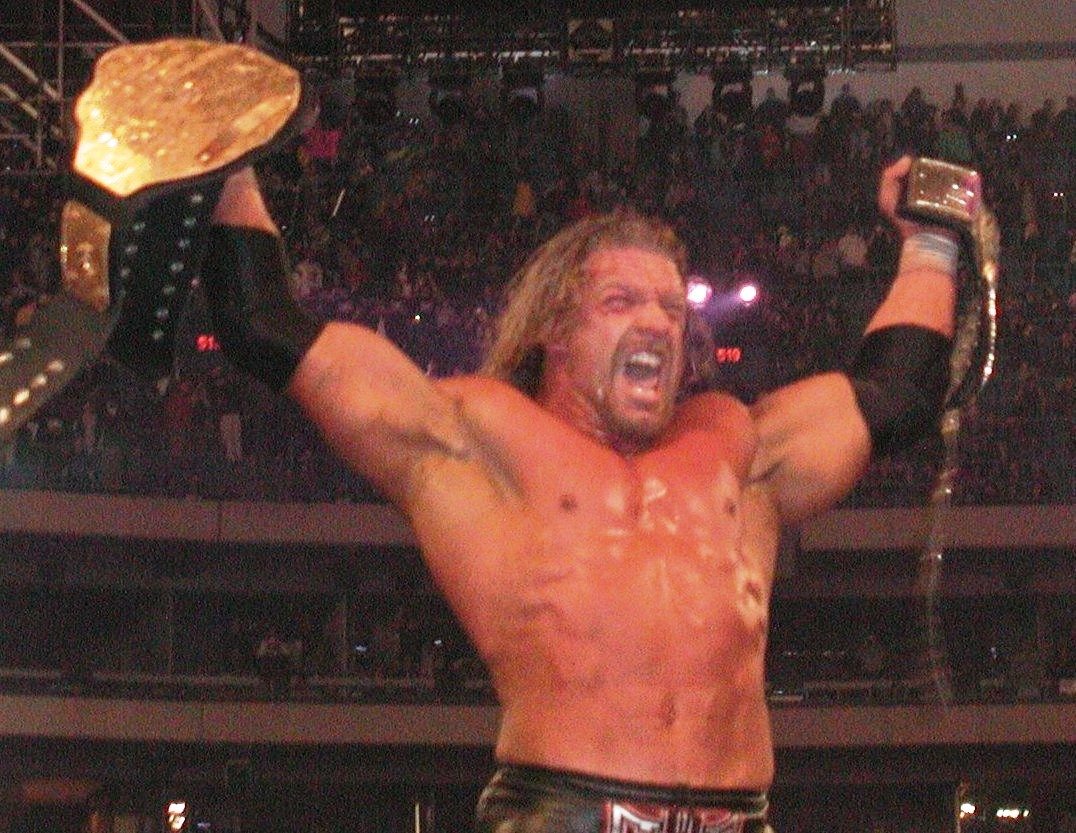
Трипл Эйч после выигрыша титула неоспоримого чемпиона WWF на WrestleMania X8

Период доминирования Игрока в центральных сюжетах WWE в 2002—2005 годы, зачастую связанных с главным титулом федерации, впоследствии получил известность как «Reign of Terror» (рус. Царство террора). С этим периодом связывают падение рейтингов шоу «Raw» и загубленные моменты для ряда рестлеров, работавших в федерации:

«Трипл Эйч стал главным событием в эпоху „Attitude“, однако он продолжал добиваться успеха в эпоху „Ruthless Aggression“, и в сентябре 2002 года ему был отдан титул чемпиона мира в супертяжелом весе. Так началось „Царство террора“ Трипл Эйча, которое длилось два с половиной года на Raw. Игрок враждовал со многими именитыми бойцами, но он всегда находил способ выйти на первое место, что сбивало обороты некоторых рестлеров. Мёртвая хватка Игрока на чемпионском поясе стала утомительной для некоторых фанатов».— Тэвон Кинг, thesportster.com
Трипл Эйч вернулся на Raw в качестве фейса 7 января 2002 года в «Мэдисон-сквер-гарден». Он выиграл «Королевскую битву» и получил матч за титул неоспоримого чемпиона WWF на WrestleMania X8, где Трипл Эйч победил Криса Джерико. Продержав титул в течение месяца, Трипл Эйч проиграл его Халку Хогану на Backlash. После этого Трипл Эйч стал эксклюзивным участником SmackDown! из-за драфта WWF и продолжил вражду с Джерико, кульминацией которой стал матч «Ад в клетке» на Judgment Day, который Трипл Эйч выиграл. На эпизоде SmackDown! от 6 июня Трипл Эйч победил Хогана в матче претендентов № 1 на титул неоспоримого чемпиона WWE на King of the Ring против Гробовщика, но не смог победить его.
В промежутке между Royal Rumble и WrestleMania фракция Макмэн-Хелмсли была официально завершена. К моменту его возвращения экранный брак Трипл Эйча со Стефани Макмэн распался, поэтому Стефани симулировала беременность, чтобы вернуть его на свою сторону. Когда он узнал, что беременность была фальшивой, он публично бросил её на Raw, когда они должны были возобновить свои свадебные клятвы. После этого Стефани присоединилась к Джерико, но была вынуждена уйти после проигрыша в матче на Raw 25 марта, когда её победил Трипл Эйч. Развод, а значит и сюжетная линия, были завершены на шоу Vengeance.
Тем временем Шон Майклз вернулся в WWE и присоединился к «Новому мировому порядку» (nWo). Майклз и Кевин Нэш планировали привести Трипл Эйча на Raw, чтобы ввести его в группировку. Мистер Макмэн распустил nWo после нескольких закулисных осложнений и назначил Эрика Бишоффа главным менеджером Raw. Одним из первых намерений Бишоффа было выполнить план nWo и перевести Трипл Эйча в состав Raw. Трипл Эйч перешёл на бренд Raw на Vengeance, воссоединившись с Майклзом, но 22 июля он ополчился на Майклза, проведя на нём «Педигри» во время того, что должно было стать воссоединением D-X, и снова стал хилом. На следующей неделе Трипл Эйч разбил лицо Майклза об окно автомобиля, чтобы доказать, что Майклз слаб. Эти события привели к началу длительного сюжетного соперничества между бывшими партнёрами и в конечном итоге к несанкционированной уличной драке на SummerSlam, в которой Майклз, возобновив карьеру, одержал победу. Затем Трипл Эйч напал на него с кувалдой, и его унесли с ринга на носилках.
До 2 сентября 2002 года WWE признавала только одного чемпиона мира, неоспоримого чемпиона WWE, для обих брендов Raw и SmackDown!. После SummerSlam тогдашний неоспоримый чемпион WWE Брок Леснар стал эксклюзивным для бренда SmackDown!, оставив бренд Raw без чемпиона мира. После этого генеральный менеджер Raw Эрик Бишофф вручил SummerSlam титул чемпиона мира в тяжелом весе, представленный Большим золотым поясом, который ранее использовался для представления титула чемпиона мира в тяжелом весе NWA и титула чемпиона мира в тяжелом весе WCW. Трипл Эйч сохранил свой титул в бою с Робом Ван Дамом на Unforgiven, когда Рик Флэр ударил Ван Дама кувалдой.
В октябре Трипл Эйч начал противоречивую вражду с Кейном, что привело к матчу на No Mercy, в котором на кону стояли титул интерконтинентального чемпиона WWE Кейна и титул чемпиона мира в тяжёлом весе Трипл Эйча. В течение нескольких недель, предшествовавших матчу, Трипл Эйч утверждал, что несколькими годами ранее у Кейна были безответные отношения с женщиной по имени Кэти Вик. Далее он утверждал, что после того, как Вик погибла в автокатастрофе, Кейн (водитель) изнасиловал её труп. Позже Трипл Эйч угрожал показать видеозапись, на которой Кейн совершает этот акт; в итоге в эфир вышли кадры, на которых Трипл Эйч (одетый как Кейн) симулирует некрофилию с манекеном в гробу; партнёр Кейна по команде Ураган ответил на следующей неделе, показав видео, на котором Трипл Эйч (точнее, кто-то в маске похожей на Трипл Эйча) ставит клизму. Этот сюжет был очень непопулярен среди фанатов, и перед матчем за титул его убрали. Трипл Эйч победил Кейна на No Mercy, объединив два титула.
В итоге Трипл Эйч проиграл титул чемпиона мира в тяжёлом весе Шону Майклзу в первом матче Elimination Chamber на Survivor Series. Он победил Роба Ван Дама в эпизоде Raw от 2 декабря и получил право на матч за титул на Armageddon, где Майклз был специальным приглашённым рефери. Он отвоевал титул у Майклза в матче «Три круга ада» на Armageddon, победив со счётом 2:1.
В феврале 2003 года Трипл Эйч вместе с Риком Флэром, Рэнди Ортоном и Батистой сформировал команду под названием «Эволюция». Трипл Эйч и Флэр бросили вызов Робу Ван Даму и Кейну в борьбе за титул командных чемпионов мира, но проиграли матч. С 2003 по 2004 год группа выступала на Raw, а пик их доминирования пришёлся на Armageddon, где каждый член «Эволюции» покинул шоу с титулом. Трипл Эйч удерживал титул чемпиона мира в тяжелом весе большую часть 2003 года, успешно защитившись от Букера Ти на WrestleMania XIX в матче с расистским подтекстом. Он потерял титул через 280 дней в сентябре 2003 года на Unforgiven, проиграв Голдбергу, в матче с условием, что если бы Голдберг проиграл, то ему пришлось бы закончить карьеру. После неудачи с Голдбергом в матче-реванше на Survivor Series, он, наконец, вернул себе титул в матче на Armageddon, в котором также участвовал Кейн. В эпизоде Raw от 29 декабря Трипл Эйч защищал титул чемпиона мира в тяжелом весе против Шона Майклза, но матч закончился двойным удержанием. Они встретились в матче-реванше «Последний живой» на Royal Rumble 2004 года, где оба не смогли встать на счёт «десять», и в результате Трипл Эйч сохранил титул. Трипл Эйч проиграл титул Крису Бенуа на WrestleMania XX в матче, в котором также участвовал Майклз. Трипл Эйч был переведён на бренд SmackDown! в эпизоде Raw от 22 марта и не смог отнять титул чемпиона WWE у Эдди Герреро. Трипл Эйч был переведён обратно на Raw и попытался вернуть титул чемпиона мира в тяжёлом весе у Бенуа в матче-реванше на WrestleMania против Бенуа и Майклза на Backlash, но потерпел неудачу.

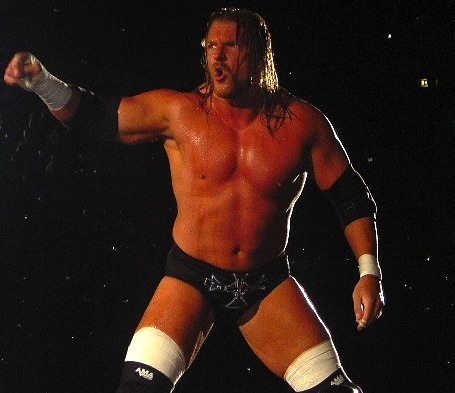
Трипл Эйч в апреле 2005 года

Затем он закончил свою вражду с Майклзом, победив его в матче «Ад в клетке» на шоу Bad Blood, который стал самым длинным матчем «Ад в клетке» в истории. Затем он возобновил вражду с Бенуа, встретившись с ним за титул на шоу Vengeance и 26 июля на Raw в 60-минутном матче «Железный человек», и оба раза проиграл после того, как Юджин вмешался и ударил его стальным стулом. Он победил Юджина на SummerSlam. На следующий вечер на Raw Трипл Эйч ополчился на своего протеже Рэнди Ортона (который накануне на SummerSlam стал самым молодым чемпионом мира в истории WWE), выразив ревность по поводу победы Ортона. Затем он отвоевал титул у Ортона на Unforgiven после вмешательства «Эволюции». На Taboo Tuesday Шон Майклз по решению фанатов бросил вызов Трипл Эйчу в борьбе за титул чемпиона мира в тяжелом весе, но Трипл Эйч удержал титул после вмешательства Эджа. Затем он возглавил команду в составе себя, Батисты, Эджа и Сницки против команды Ортона в составе Ортона, Бенуа, Криса Джерико и Мэйвена на Survivor Series в традиционном матче на выбывание, который они проиграли после того, как Трипл Эйч был удержан Ортоном. После того, как 29 ноября 2004 года на Raw защита титула чемпиона мира в тяжелом весе против Бенуа и Эджа закончилась вничью, титул чемпиона мира в желом весе впервые стал вакантным. На New Year’s Revolution Трипл Эйч выиграл матч Elimination Chamber и вернул себе титул чемпиона мира в тяжёлом весе, а затем победил Ортона на Royal Rumble, чтобы сохранить титул и положить конец их вражде. В тот же вечер его товарищ по группировке Батиста выиграл «Королевскую битву» 2005 года, получив таким образом право на матч за титул чемпиона мира на WrestleMania 21. Напряжённые отношения между Трипл Эйчем и Батистой начались в течение нескольких недель, предшествующих шоу, когда Трипл Эйч пытался убедить Батисту бороться за титул чемпиона WWE на WrestleMania вместо его титула чемпиона мира в тяжёлом весе. В эпизоде Raw от 21 февраля Батиста отвернулся от Трипл Эйча и подписал контракт на бой с ним за звание чемпиона мира в тяжелом весе на WrestleMania. На WrestleMania Трипл Эйч проиграл Батисте титул, а затем проиграл два реванша на Backlash и Vengeance в матче «Ад в клетке» на последнем шоу (где Батиста стал первым человеком, удержавшим Трипл Эйча внутри клетки). После Vengeance Трипл Эйч взял перерыв в WWE из-за небольших проблем с шеей.
После четырёхмесячного перерыва Трипл Эйч вернулся на Raw 3 октября 2005 года в рамках WWE Homecoming. Он объединился с членом «Эволюции» Флэром, чтобы победить Криса Мастерса и Карлито. После матча Трипл Эйч выступил против Флэра, ударив его кувалдой, что положило начало вражде между ними. Флэр победил Трипл Эйча в матче в стальной клетке на Taboo Tuesday за титул интерконтинентального чемпиона WWE Флэра. Впоследствии Трипл Эйч победил Флэра в нетитульном матче «Последний живой» на Survivor Series, положив конец их вражде.

#### Возрождение D-Generation X (2006—2007)

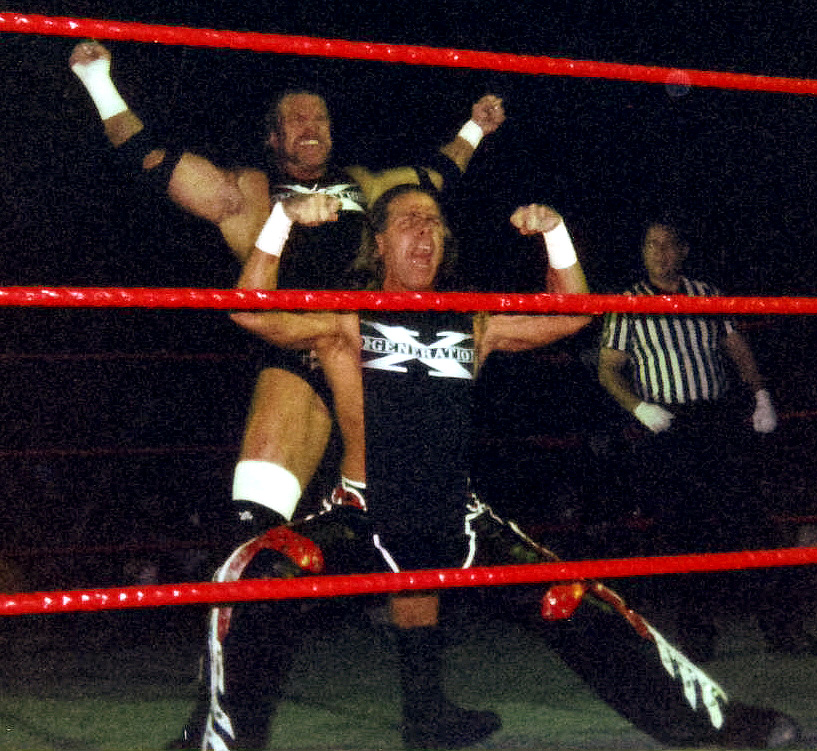
D-X принимают свою фирменную позу

К этому времени Трипл Эйч стал вести себя как твинер (хил, который совершает хороший поступки), поскольку его начали поддерживать зрители. Хотя Трипл Эйч не смог выиграть «Королевскую битву» на Royal Rumble, для него появилась другая возможность стать чемпионом в турнире Road to WrestleMania. Он выиграл турнир, что дало ему право на матч за титул чемпиона WWE на WrestleMania 22, где в главном событии за титул боролись Трипл Эйч и Джон Сина, который Трипл Эйч проиграл болевым приёмом. В этом матче Сина был освистан толпой, в то время как Трипл Эйч получил мощные аплодисменты. Позже в том же месяце на Backlash Трипл Эйч участвовал в другом матче за звание чемпиона WWE, сражаясь с Эджем и Синой, где он снова проиграл. Разозлённый поражением, окровавленный Трипл Эйч использовал свою кувалду, чтобы атаковать Эджа и Сину, а затем провёл несколько фирменных жестов D-Generation X. Трипл Эйч неоднократно безуспешно пытался отвоевать титул чемпиона WWE у Сины, обвиняя в своих неудачах Винса Макмэна, что в итоге привело к вражде между Макмэнами и Трипл Эйчем.
Шон Майклз вернулся на эпизоде Raw 12 июня и вскоре воссоединился с Трипл Эйч, чтобы вновь сформировать D-Generation X, впервые с 2002 года превратив Трипл Эйча в фейса. D-X победили The Spirit Squad на Vengeance в матче с гандикапом 5 на 2. В течение нескольких недель они продолжали враждовать с Мистером Макмэном, Шейном Макмэном и The Spirit Squad. Затем они снова победили The Spirit Squad 15 июля 2006 года в эпизоде Saturday Night’s Main Event XXXIII в матче на выбывание 5 на 2. Затем они снова победили Макмэнов на SummerSlam, выдержав атаку нескольких рестлеров, которые напали на них перед матчем по указанию Мистера Макмэна. На Unforgiven D-X победили Макмэнов и чемпиона мира ECW Биг Шоу в матче «Ад в клетке» с гандикапом 3 на 2. Во время матча D-X опозорили Винса, засунув его лицо между ягодицами Биг Шоу, а победу D-X одержали, когда Трипл Эйч разбил кувалду о плечи Мистера Макмэна после того, как Майклз исполнил на нём Sweet Chin Music.
На Cyber Sunday во время вражды D-X с Rated-RKO специально приглашённый рефери Эрик Бишофф разрешил использование оружия, что дало Rated-RKO победу. На Survivor Series D-X взяли реванш, когда их команда победила команду Эджа и Ортона во время матча на выбывание. В январе 2007 года, на New Year’s Revolution, D-X и Rated-RKO провели бой без результата после того, как Трипл Эйч получил разрыв правой четырёхглавой мышцы бедра (аналогичный тому, который он получил в 2001 году в другой ноге) на 15 минуте матча. Операция была успешно проведена 9 января 2007 года доктором Джеймсом Эндрюсом.

#### Многократное чемпионство WWE (2007—2009)

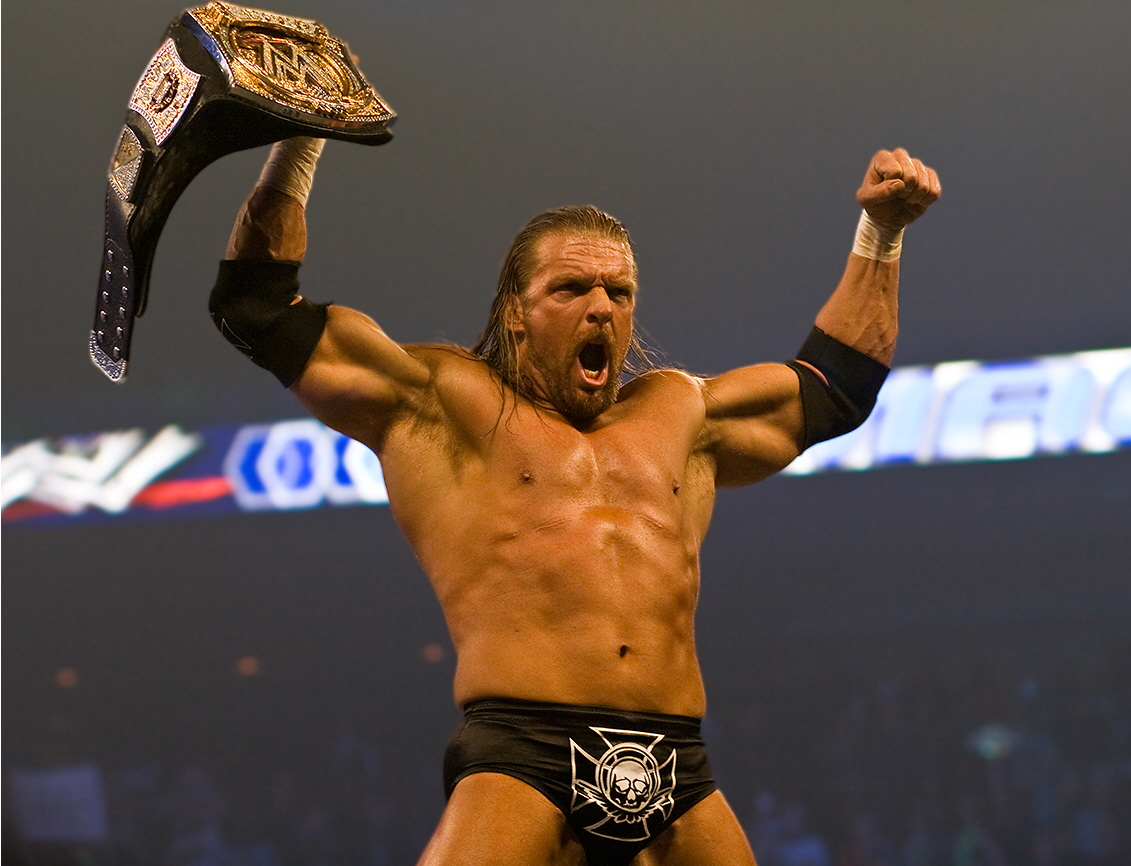
Трипл Эйч — чемпион WWE в ноябре 2008 года

Трипл Эйч вернулся на SummerSlam, где он победил Короля Букера. Два месяца спустя на No Mercy Трипл Эйч должен был встретиться с Умагой в одиночном матче. В начале вечера Трипл Эйч бросил вызов новоиспечённому чемпиону WWE Рэнди Ортону, возобновив своё соперничество с Ортоном, которое было прервано после его травмы. Трипл Эйч выиграл матч, завоевав свой одиннадцатый титул чемпиона мира и шестой титул чемпиона WWE, а затем защитил свой титул против Умаги в запланированном матче после того, как Мистер Макмэн объявил матч за титул WWE. После этого Макмэн дал Ортону матч-реванш против Трипл Эйча в матче «Последний живой» в главном событии, и Трипл Эйч проиграл после RKO на столе комментаторов. После победы в матче Elimination Chamber на No Way Out, Трипл Эйч получил право на матч за звание чемпиона WWE, победив пятерых других рестлеров. На WrestleMania XXIV Ортон сохранил титул после того, как удержал Трипл Эйча и победил Джона Сину после «Педигри» Трипл Эйча на Сине. Месяц спустя, на Backlash, Трипл Эйч выиграл титул в матче на выбывание против Ортона, Сины и Джона «Брэдшоу» Лэйфилда, установив рекорд по количеству чемпионских титулов WWE со Скалой. Затем Трипл Эйч сохранил титул против Ортона на Judgment Day в матче в стальной клетке и снова на One Night Stand в матче «Последний живой». Ортон получил травму ключицы во время матча, тем самым преждевременно завершив вражду.
На эпизоде Raw от 23 июня Трипл Эйч был призван на бренд SmackDown в рамках драфта WWE 2008 года, в результате чего титул чемпиона WWE стал эксклюзивным для SmackDown. Затем Трипл Эйч одержал чистую победу над Джоном Синой и сохранил за собой титул чемпиона WWE на шоу Night of Champions. Летом он защитил титул, победив Эджа на The Great American Bash и Великого Кали на SummerSlam, и стал единственным чемпионом, сохранившим свой титул на Unforgiven в матче Championship Scramble. После этого он успешно защитил его против Джеффа Харди на No Mercy и Cyber Sunday.
На Survivor Series Трипл Эйч должен был защищать чемпионский титул против Владимира Козлова и Джеффа Харди, но Харди не допустили к матчу после сценарного нападения и травмы. Во время матча генеральный менеджер SmackDown Вики Герреро объявила, что Эдж вернулся, и ввела его в поединок. Харди вмешался и ударил Трипл Эйча стальным стулом, предназначенным для Эджа, тем самым лишив его титула после 210 дней чемпионства, в результате чего Эдж завоевал свой шестой титул чемпиона мира. После того, как Трипл Эйч не смог вернуть титул на Armageddon, он вышел седьмым в «Королевской битве» на Royal Rumble 2009 года, но последним был выброшен Рэнди Ортоном. В феврале на No Way Out Трипл Эйч выиграл титул чемпиона WWE в матче Elimination Chamber, установив рекорд по количеству титулов — восемь. Этот рекорд продержался до 2011 года, когда Джон Сина выиграл свой девятый титул чемпиона WWE.
В эпизоде Raw от 16 февраля Трипл Эйч выступил в роли помощника Стефани и Шейна Макмэнов, после того как на них напал Рэнди Ортон. В эпизоде SmackDown от 20 февраля Трипл Эйч давал интервью Джиму Россу; в интервью были показаны кадры, демонстрирующие события, произошедшие в эпизоде Raw от 16 февраля. Росс спросил Трипла Эйч, что он чувствует, увидев эти кадры, в ответ он нарушил образ (после 5 лет брака), признавшись, что Винс Макмэн — его тесть, Шейн — его шурин, а Стефани — его жена, тем самым начав соперничество с Ортоном. В эпизоде Raw от 23 февраля Трипл Эйч столкнулся с Ортоном, после чего напал на него, Теда Дибиаси и Коди Роудса (группировка, известная как «Наследие») с кувалдой и прогнал их с арены. На WrestleMania 25 Трипл Эйч победил Ортона и сохранил титул. На эпизоде Raw от 13 апреля Трипл Эйч вернулся на бренд Raw в рамках драфта WWE 2009 года. Он объединился с Шейном Макмэна и Батистой против Ортона и «Наследия» в матче, который они проиграли после того, как Ортон удержал Трипл Эйча после Punt Kick. После шестинедельного перерыва на телевидении из-за травмы он проиграл Ортону в матче за титул чемпиона на шоу The Bash. На Night of Champions он снова проиграл Ортону в матче за титул, в котором также участвовал Джон Сина.

#### Третий запуск D-Generation X (2009—2010)
На эпизоде Raw от 10 августа Трипл Эйч встретился с Шоном Майклзом в кафетерии, где Майклз работал поваром, на протяжении всего шоу Трипл Эйч пытался убедить Майклза вернуться в WWE после перерыва. После нескольких инцидентов (включая поджог бургеров на гриле и крики Майклза на маленькую девочку) Майклз согласился объединиться с Трипл Эйчем, чтобы сразиться с «Наследием» на SummerSlam, ударил девочку «суперкиком» и бросил работу повара. В эпизоде Raw от 17 августа Трипл Эйч и Майклз официально воссоединились как D-Generation X. Их первый матч после воссоединения был против «Наследия» на SummerSlam, который они выиграли. На Breaking Point они проиграли «Наследию» в первом в истории WWE матче с болевыми где угодно.
4 октября на Hell in a Cell DX победили «Наследие» в матче «Ад в клетке». 22 ноября на Survivor Series DX безуспешно бросили вызов Джону Сине за титул чемпиона WWE в матче «Тройная угроза», после чего они остались друзьями и партнёрами. 13 декабря на TLC: Tables, Ladders and Chairs, DX победили «Джери-Шоу» (Крис Джерико и Биг Шоу) и выиграли объединённое командное чемпионство WWE в матче TLC.

21 декабря Трипл Эйч объявил, что Хорнсвоггл стал новым маскотом DX. Это произошло после того, как Хорнсвоггл подал в суд на DX за эмоциональные и физические страдания из-за того, что они не позволили ему присоединиться к DX. После того, как они были доставлены в суд, где присяжные и судья, состоящие из карликов, признали их виновными, Майклз сказал Трипл Эйчу, что Хорнсвоггл может стать талисманом. Трипл Эйч согласился на это только при условии, что обвинения будут сняты, на что Хорнсвоггл согласился. В эпизоде Raw от 11 января 2010 года Майк Тайсон, который был приглашённым ведущим Raw на этот вечер, объединился с Джерико, чтобы противостоять DX; в конце поединка Тайсон отвернулся от Джерико и присоединился к Трипл Эйчу и Майклзу. В эпизоде Raw от 8 февраля DX проиграли командное чемпионство «ШоуМиз» (Миз и Биг Шоу) в командном матче «Тройная угроза», в котором также участвовали The Straight Edge Society (Си Эм Панк и Люк Галлоус). В эпизоде Raw 1 марта они проиграли матч-реванш за титулы в своём последнем командном телевизионном матче перед окончанием карьеры Майклза.

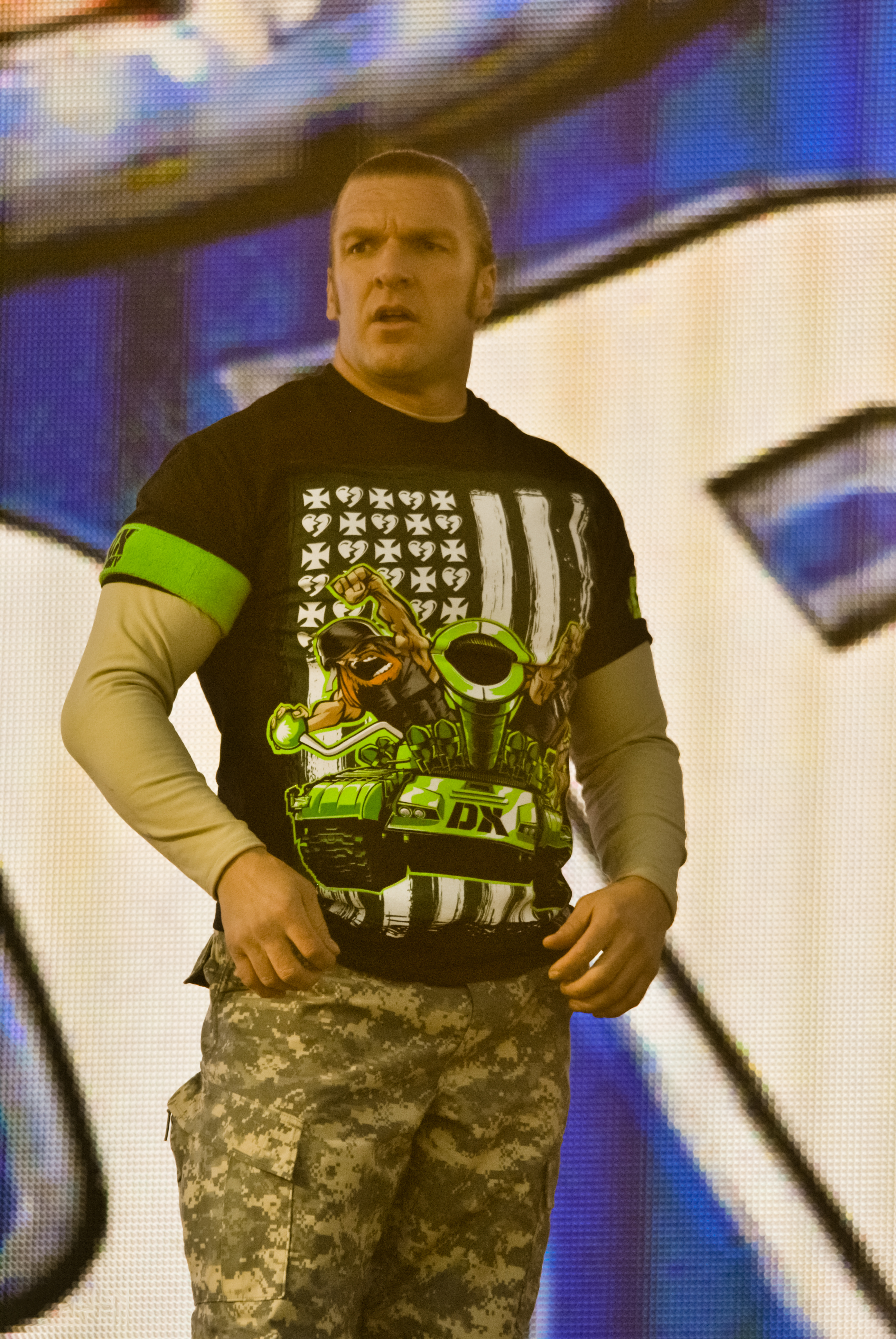
Трипл Эйч на шоу Tribute to the Troops в декабре 2010 года

21 февраля Трипл Эйч исключил чемпиона WWE Шимуса из матча Elimination Chamber, хотя и не выиграл титул. Через несколько недель Шимус напал на него, назначив матч на WrestleMania XXVI 28 марта, который выиграл Трипл Эйч. Также на WrestleMania Майклз проиграл Гробовщику и был вынужден закончить карьеру. Во время прощальной речи на следующий вечер Шимус напал на Трипл Эйча и назначил матч-реванш на Extreme Rules 25 апреля. Шимус напал на Трипл Эйч в начале шоу, а затем выиграл матч. 30 октября Трипл Эйч выступил на мероприятии для поклонников WWE, а также на церемонии Tribute to the Troops в 2010 году.

#### Главный операционный директор (2011—2013)
В эпизоде Raw от 21 февраля 2011 года Трипл Эйч вернулся, прервав возвращение Гробовщика и броси ему вызов на матч на WrestleMania XXVII, который позже стал матчем без правил. Неделю спустя он атаковал Шимуса «Педигри» через стол трансляции в отместку за то, что Шимус нанёс ему десятимесячную травму. На WrestleMania XXVII 3 апреля Трипл Эйч проиграл, что продлило победную серию Гробовщика до 19-0; Гробовщика унесли с ринга на носилках, тогда как Трипл Эйч ушёл на своих ногах.
В конце эпизода Raw от 18 июля Трипл Эйч вернулся от имени совета директоров WWE, чтобы освободить своего тестя Винса Макмэна от его обязанностей. Затем последовало объявление о том, что он назначен на должность главного операционного директора (COO) WWE. Это произошло во время сюжетной линии, когда Си Эм Панк выиграл чемпионство WWE и покинул компанию. Хотя был назначен новый чемпион, Трипл Эйч помог вновь подписать контракт с Панком и сохранил оба чемпионских титула. Он объявил, что будет судить матч за объединение обоих чемпонств WWE 14 августа на SummerSlam. Хотя он засчитал победу Панка, но нога Джона Сины оказалась на канатах, что привело к срыву удержания. Несмотря на это, давний друг Трипл Эйча Кевин Нэш напал на Панка сразу после матча, чтобы Альберто Дель Рио стал новым чемпионом. Хотя Нэш и Панк требовали матча друг против друга, Трипл Эйч уволил Нэша за неподчинение и назначил себя на матч без дисквалификаций 18 сентября на Night of Champions, где на кону стояла его должность главного операционного директора. Трипл Эйч победил Панка на Night of Champions, несмотря на вмешательство Джона Лауринайтиса, Нэша, Миза и R-Truth. После неоднократных атак со стороны этих рестлеров в различных матчах большинство экранного персонала WWE вынесло Трипл Эйчу вотум недоверия. Мистер Макмэн вернулся и освободил его от обязанностей на Raw, хотя он остался главным операционным директором. Лауринайтис был назначен временным генеральным менеджером Raw и назначил их с Панком в команду в матче против Миза и R-Truth 23 октября на Vengeance. Во время матча Нэш снова напал на него (что стоило Трипл Эйч и Панку победы) и сделал это на следующий вечер 24 октября на Raw, сюжетно госпитализировав его. WWE позже объявили, что Трипл Эйч получил перелом позвонка и ушёл на лечение. Он вернулся 12 декабря в рамках церемонии награждения Slammy. 18 декабря он победил Нэша на TLC: Tables, Ladders, and Chairs в матче с лестницами, где над рингом висела кувалда.

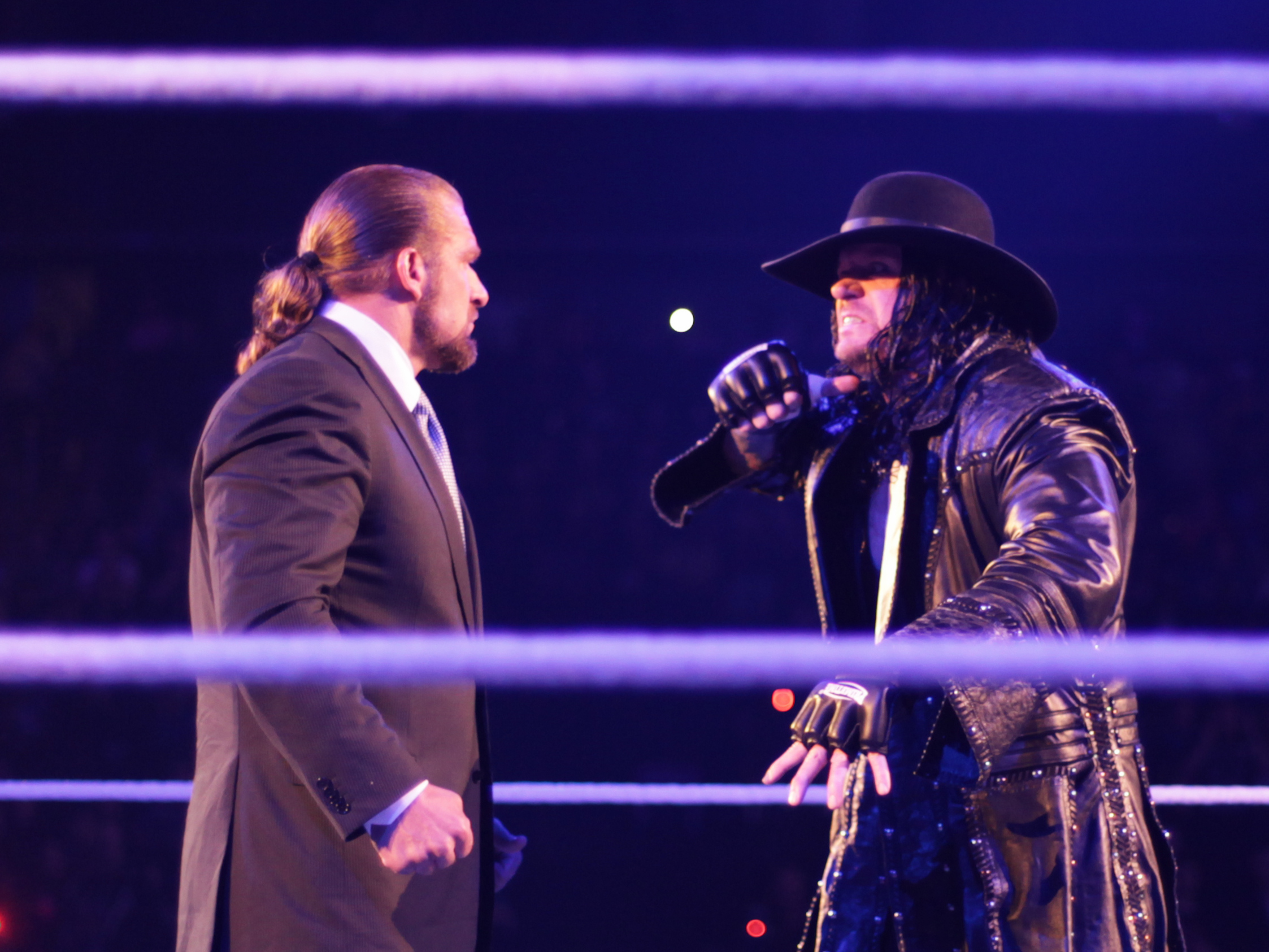
Трипл Эйч и Гробовщик перед их вторым матчем на WrestleMania

Трипл Эйч вернулся в эпизоде Raw от 30 января 2012 года, чтобы оценить работу Лауринайтиса в качестве генерального менеджера. Прежде чем он успел объявить о своём решении, его прервал вернувшийся Гробовщик. После первоначального отказа от матча-реванша, так как он не хотел запятнать наследие Гробовщка, Трипл Эйч принял вызов после того, как его назвали трусом, живущим в тени Шона Майклза, при условии, что матч-реванш состоится в «Аду в клетке». Трипл Эйч проиграл этот матч 1 апреля на WrestleMania XXVIII.
Трипл Эйч вернулся в эпизоде Raw 30 апреля, когда он отказался уступить необоснованным требованиям Брока Леснара по контракту, в результате чего Леснар напал на него и сюжетно сломал ему руку. После возвращения через две недели Трипл Эйч столкнулся с законным представителем Леснара, Полом Хейманом, который объявил, что Леснар подаёт иск против WWE за нарушение контракта. После того, как он напал на Хеймана, Хейман пригрозил ещё одним иском против Трипл Эйча за нападение и побои. На No Way Out 17 июня Трипл Эйч вызвал не присутствующего Леснара на матч на SummerSlam, на что Хейман ответил отказом от имени Леснара на Raw следующим вечером. На Raw 1000 Стефани Макмэн заставила Хеймана принять вызов Трипл Эйча против Леснара. Чтобы разозлить Трипл Эйча, Леснар сломал руку Майклзу на эпизоде Raw 13 августа. Шесть дней спустя на SummerSlam Трипл Эйч проиграл Леснару.
Трипл Эйч вернулся на шоу Raw 25 февраля 2013 года и подрался с Броком Леснаром после того, как тот попытался напасть на Мистера Макмэна. В результате драки Леснару рассекли голову и наложили 18 швов. На следующей неделе Трипл Эйч бросил вызов Леснару, потребовав провести матч-реванш с ним на WrestleMania 29 7 апреля, который Леснар принял при условии, что он сможет выбрать условие. На следующей неделе, после того как Трипл Эйч подписал контракт и напал на Хеймана, условие было объявлено — матч без правил с карьерой Трипл Эйча на кону. Трипл Эйч победил Леснара после «Педигри» на стальные ступени. 19 мая на Extreme Rules Трипл Эйч проиграл Леснару в матче в стальной клетке после вмешательства Хеймана, а также повредил челюсть.
На следующий вечер на Raw Трипл Эйч боролся с новым клиентом Хеймана, Кертисом Акселем. Он получил сюжетное сотрясение мозга и был признан проигравшим. Несмотря на медицинский допуск к бою перед эпизодом Raw от 3 июня, Винс и Стефани Макмэн не разрешили Триплу Эйч бороться с Акселем, ссылаясь на опасения за его самочувствие. В ответ на это Трипл Эйч выбежал с арены и поклялся вернуться на ринг на следующей неделе на Raw.

#### «Власть» (2013—2016)

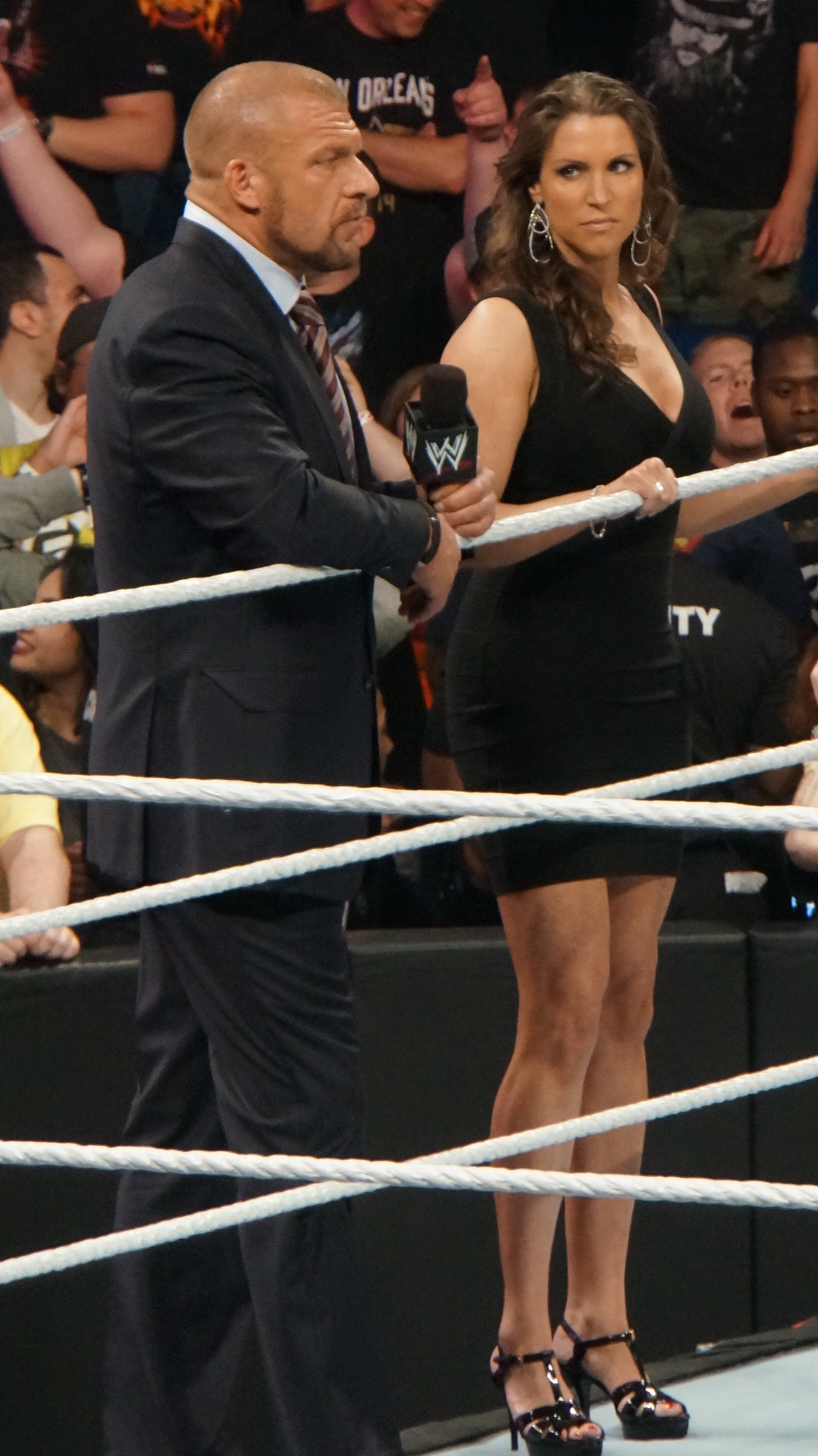
Трипл Эйч и Стефани Макмэн в группировке «Власть»

18 августа на SummerSlam Трипл Эйч выступал в качестве специально приглашённого рефери на матче за звание чемпиона WWE между чемпионом Джоном Синой и Дэниелом Брайаном. После того как Брайан выиграл матч, Трипл Эйч атаковал его, позволив Рэнди Ортону обналичить свой контракт Money in the Bank и выиграть титул, став хилом впервые с 2006 года. Вместе со своей женой Стефани они впоследствии создали группировку «Власть», в которой «Щит» (Сет Роллинс, Роман Рейнс и Дин Эмброуз) стали его силовиками, Кейн — директором по операциям, а Ортон — выбранным ими чемпионом WWE.

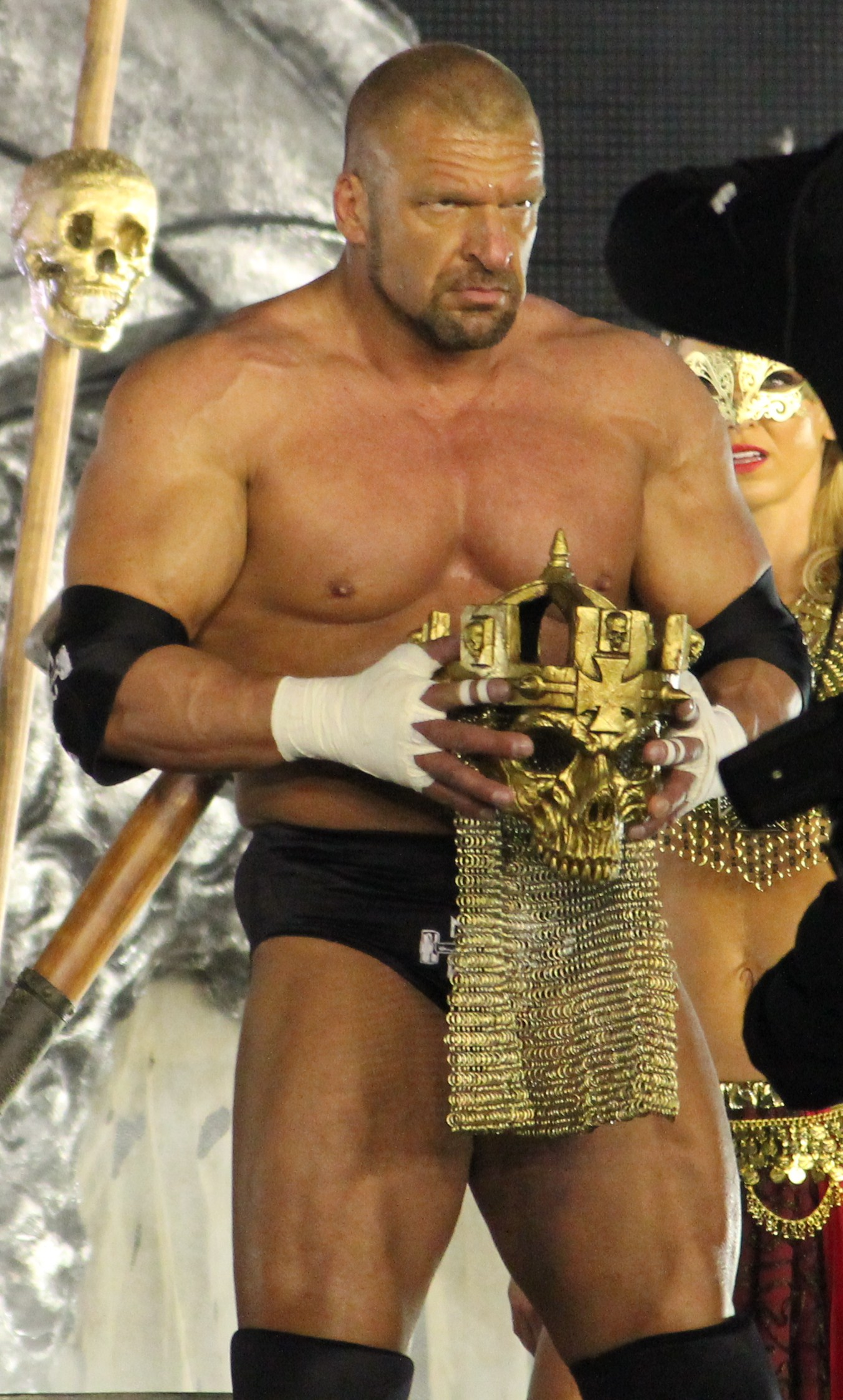
Трипл Эйч на WrestleMania XXX

На WrestleMania XXX 6 апреля 2014 года Трипл Эйч проиграл Брайану, тем самым предоставив Брайану право на участие в последующем матче за звание чемпиона мира WWE в тяжелом весе против Батисты и Ортона, который Брайан в итоге выиграл. Чтобы положить конец чемпионству Брайана, Трипл Эйч вновь сформировал «Эволюцию» с Ортоном и Батистой на эпизоде SmackDown 18 апреля, но Брайан остался чемпионом из-за того, что «Щит» выступил против «Власти». Впоследствии «Эволюция» проиграла несколько матчей подряд «Щиту» — 4 мая на Extreme Rules и 1 июня на Payback. Батиста ушёл из WWE на Raw после Payback после того, как Трипл Эйч отказался предоставить ему шанс стать чемпионом мира WWE в тяжёлом весе. После этого Трипл Эйч обратился к «Плану Б», Сету Роллинсу, который отвернулся от «Щита» и присоединился к «Власти».

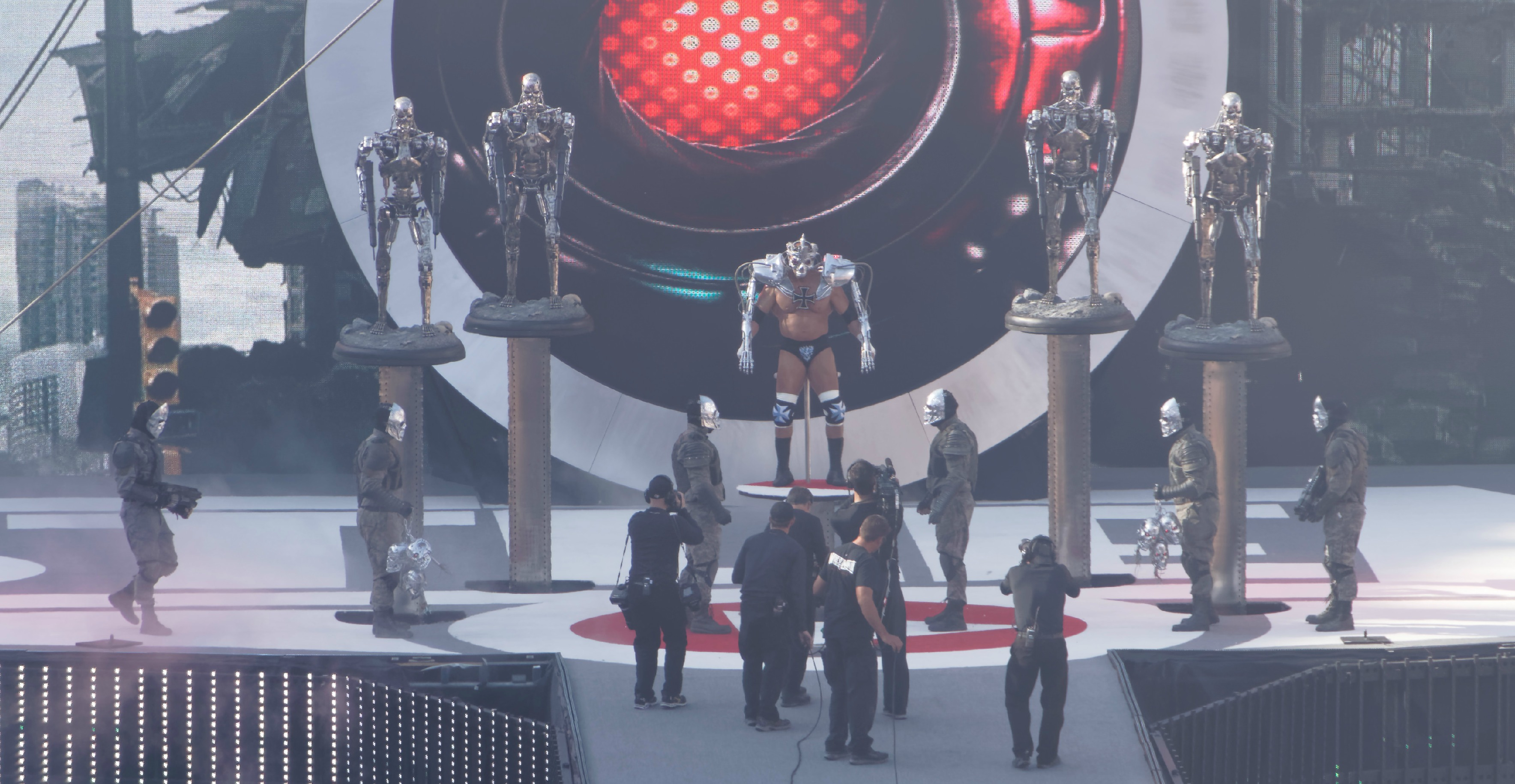
Трипл Эйч выходит ринг на WrestleMania 31 в стиле фильма «Терминатор: Генезис»

«Власть» была ненадолго отстранена от управления после проигрыша в матче на выбывание 23 ноября на Survivor Series после того, как Стинг дебютировал в WWE, чтобы помочь их противникам. Однако «Власть» были восстановлены на эпизоде Raw 29 декабря после того, как Роллинс уговорил Сину восстановить их, взяв Эджа в заложники. Вернувшись к управлению, Трипл Эйч начал враждовать со Стингом, которого он победил в матче без дисквалификации 29 марта на WrestleMania 31 после вмешательства D-Generation X. После матча со Стингом он и Стефани Макмэн столкнулись со Скалой и Рондой Раузи во время выступления о рекордной посещаемости шоу.

После того как Роллинс получил тяжёлую травму колена в ноябре 2015 года, титул чемпиона мира WWE в тяжёлом весе стал вакантным, и 22 ноября на Survivor Series был проведён турнир для определения нового чемпиона, который выиграл Роман Рейнс. В течение всего 2015 года «Власть» поддерживала Шимуса, который успешно обналичил свой контракт Money in the Bank сразу после победы Рейнса. После победы Шимуса над Рейнсом на TLC: Tables, Ladders & Chairs 13 декабря Рейнс напал на Трипл Эйча, что привело к сюжетной травме, из-за которой он был вынужден уйти с экранов. Во время этого перерыва Рейнс отвоевал чемпионство у Шимуса на следующем выпуске Raw.

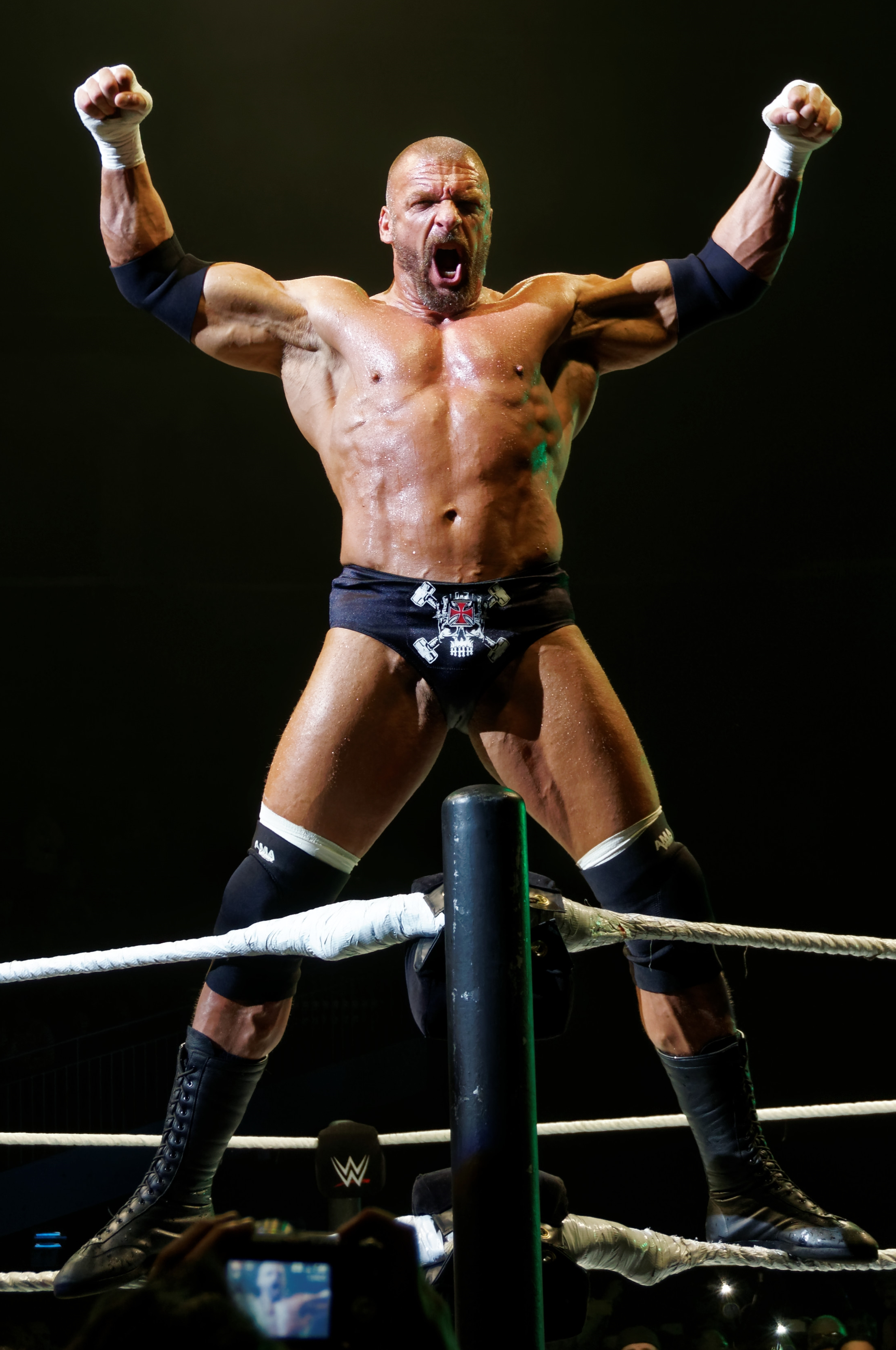
Трипл Эйч на живом шоу в апреле 2016 года

24 января 2016 года Трипл Эйч вернулся во время матча «Королевская битва» за звание чемпиона мира WWE в тяжелом весе в качестве необъявленного 30-го участника. После устранения Рейнса, он устранил Дина Эмброуза и одержал свою вторую победу в «Королевской битве» и завоевал 14-й (и последний) титул чемпиона мира. Он успешно защитил титул против Эмброуза 12 марта на Roadblock, и победил Дольфа Зигглера в нетитульном матче два дня спустя на Raw, но проиграл титул Рейнсу в главном событии WrestleMania 32 3 апреля, завершив своё последнее 70-дневное чемпионство. После WrestleMania 32 Трипл Эйч принял участие в туре WWE по Великобритании в конце апреля, после чего взял перерыв в телевизионной деятельности WWE. Однако он продолжал периодически появляться в качестве руководителя NXT.

#### Заключительные противостояния и окончание карьеры (2016—2022)
На эпизоде Raw от 29 августа Трипл Эйч совершил своё возвращение, вмешавшись в матч за вакантный титул чемпиона Вселенной WWE. Сначала он атаковал Романа Рейнса при помощи «Педигри», что позволило бывшему члену «Власти» Сету Роллинсу устранить его, а затем атаковал Роллинса при помощи «Педигри», что позволило Кевину Оуэнсу выиграть титул. Это положило начало вражде с Роллинсом, которая вылилась в «несанкционированный матч» на WrestleMania 33 2 апреля 2017 года, где Роллинс победил его.

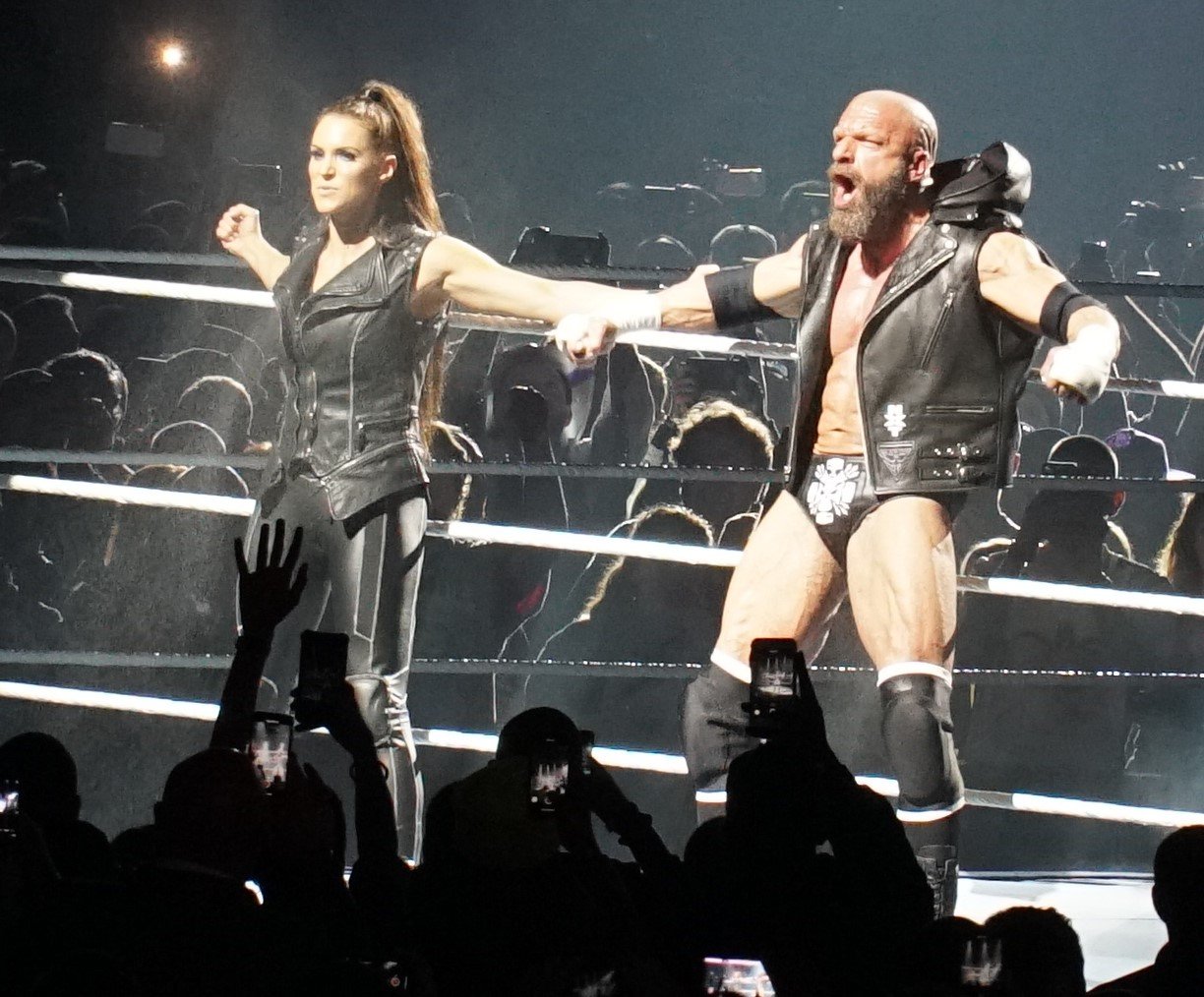
Трипл Эйч со своей женой Стефани Макмэн на WrestleMania 34

Несмотря на то, что Курт Энгл был в составе команды Raw 19 ноября на Survivor Series, Трипл Эйч напал на него и вывел из матча против команды SmackDown, и в итоге принёс победу своей команде после того, как он удержал Шейна Макмэна из команды SmackDown. Впоследствии Энгл объединился с дебютировавшей Рондой Раузи, и они победили Трипл Эйча и Стефани Макмэн в матче смешанных команды на WrestleMania 34 8 апреля 2018 года после того.
Трипл Эйч снова стал фейсом, и его последние противостояния были громкими матчами-реваншами с рестлерами, с которыми он ранее работал. 27 апреля на Greatest Royal Rumble в Джидде, Саудовская Аравия, Джон Сина победил Трипл Эйча. Впоследствии он победил Гробовщика 6 октября на Super Show-Down в матче, который был заявлен как «Последний раз в жизни». Его вражда с Гробовщиком продолжилась в Crown Jewel 2 ноября, где Шон Майклз вернулся из отставки, чтобы вместе с ним реформировать DX и одержать победу над «Братьями Разрушения» (Гробовщик и Кейн). На WrestleMania 35 7 апреля 2019 года Трипл Эйч победил Батисту при поддержке Рика Флэра в матче с карьерой Батисты на кону. Его последним матчем на PPV-шоу стал проигрыш Рэнди Ортону на Super Show-Down 7 июня. Последний матч Трипл Эйч на живом шоу состоялся 29 июня в Токио, Япония, где он и Синсукэ Накамура победили Роберта Руда и Самоа Джо после того, как Накамура удержал Руда.
2020 год стал первым годом, в котором Трипл Эйч не провёл ни одного матча, появляясь лишь эпизодически. Эпизод SmackDown от 13 марта стал первым шоу, которое WWE подготовила за закрытыми дверями после начала пандемии COVID-19. Трипл Эйч открыл телепередачу, поприветствовал зрителей в WWE Performance Center в Орландо, Флорида, и кратко объяснил ситуацию. На протяжении всего эпизода Трипл Эйч выступал в качестве комментатора вместе с Майклом Коулом. В следующий раз он появился в эпизоде SmackDown от 24 апреля, который был посвящён его 25-летию в WWE. Его последнее появление на экране в 2020 году состоялось на Survivor Series 22 ноября, где он и многие другие ветераны WWE присутствовали на церемонии окончания карьеры Гробовщика.
На эпизоде Raw от 11 января 2021 года Трипл Эйч получил вызов на драку против Рэнди Ортона, который он принял. Первоначально планировалось, что Ортон встретится с Дрю Макинтайром, но Макинтайр сдал положительный анализ на COVID-19 и был отправлен на карантин. В главном событии Трипл Эйч встретился с Ортоном, но драка закончилась безрезультатно. Трипл Эйч достал свою фирменную кувалду, чтобы использовать её против Ортона, но она случайно загорелась. Затем свет погас, а когда он вернулся, Трипл Эйч уже исчез. Вместо него появилась Алекса Блисс и атаковала Ортона огненным шаром, продолжая вражду Ортона с «Извергом» Брэем Уайаттом, в результате чего матч закончился безрезультатно.
В сентябре 2021 года у Трипл Эйча случилась сердечная недостаточность, и в его груди был установлен дефибриллятор. Из-за вновь обнаруженного заболевания сердца Трипл Эйч объявил о своём уходе из рестлинга во время выступления на шоу First Take 25 марта 2022 года. 3 апреля он открыл вторую ночь WrestleMania 38 в качестве главного операционного директора WWE, после чего оставил микрофон и свои борцовские ботинки на ринге в знак своего официального ухода с ринга.

#### Корпоративные роли (с 2022 года)
6 сентября 2022 года WWE объявила, что Трипл Эйч получил должность главного директора по контенту. В эпизоде Raw от 10 октября он вместе с Шоном Майклзом, Икс-паком и Роуд Доггом устроил воссоединение DX в честь 25-летнего юбилея группировки. Группа ещё раз появилась на Raw is XXX 23 января 2023 года.

## Карьера в бизнесе
Левек с ранних дней карьеры проявлял интерес к организационному процессу. Он также состоял в неофициальной групп «Клика», которая прямо и косвенно влияла на управление компанией за счёт своего приоритетного положения в WWE и благоволения со стороны руководства компании.
В 2010 году Левек получил назначение Исполнительный старшим советником, заняв официальную должность в структуре WWE. В 2011 году он был назначен Исполнительным вице-президентом по кадрам и организации шоу. Работу Левека в этом статусе критиковали за непотизм, фаворитизм, неэффективность и раздутый штат.

### NXT (2012—2021)
В 2012 году Левек инициировал реорганизацию подготовительной площадки WWE. При его непосредственном участии был создан и выстроен Подготовительный центр WWE, а работу с начинающими рестлерами и дебютантами из независимого рестлинга стали вести под брендом NXT. Шоу этого бренда стали транслировать на сайте WWE, а позже на стриминговой платформе WWE Network. Позже в 2019 году шоу стали показывать на национальном телевидении на телеканале USA Network. Работа Левека в NXT была успешной с точки зрения конечного продукта, но малоэффективной с точки зрения стратегического развития WWE.
В 2013 году Левек получил повышение до Исполнительного вице-президента по кадрам, организации шоу и креативному процессу. Фактически Левек стал координировать подготовку сценариев к шоу.
В 2020 году Левек перешёл на другую должность — Исполнительный вице-президент по всемирной стратегии развития кадров, хотя это было и понижением в структуре WWE, Левек потерял функционал по подготовке кадров и управлению шоу.
В сентябре 2021 года Левек ушёл в бессрочный отпуск по состоянию здоровья, оставив весь свой рабочий функционал.
25 марта 2022 года Трипл Эйч объявил об окончании карьеры из-за последствий сердечного приступа. Позже на той же неделе WrestleMania 38 Левек впервые с осени принял участие в собрании сотрудников WWE, вернувшись к исполнению своих рабочих обязанностей.

### Смена Винса Макмэна на посту главного сценариста WWE (2022 — н.в.)
После ухода на пенсию Винса Макмэна в июле 2022 года Левек занял несколько руководящих постов, в частности, получил должность Старшего вице-президента по кадрам, а позже стал и главным сценаристом WWE. Первое шоу WWE под его руководством состоялось 25 июля 2022 года. Символично, что это стало флагманское шоу WWE Raw, прошедшее на исторически домашней арене WWE — Madison Square Garden. В сентябре 2022 года Левек получил ещё одно повышение, став Старшим креативным директором WWE, по сути объединив несколько своих прежних должностей в одну.

## Наследие
Пол Левек стал одним из самых титулованных рестлеров в истории WWE, заслужив значительную долю похвалы за свои выступления. Многие обозреватели и поклонники рестлинга ещё во время выступлений Левека зачисляли его в число лучших рестлеров за все времена, а его работу в эпоху «Аттитуды» (1999—2001) выделяют как одно из самых ярких и талантливых исполнений отрицательного персонажа (хила).
Группировка «Дегенераты-Х», в которой принимал участие Левек, стала одной из самых коммерчески успешных групп в истории про-рестлинга. Жесты «Дегенератов», их сувенирная продукция были очень популярны у зрителей. Во многом, это привело к тому, что группировка возрождалась несколько раз в 2000е и 2010е. В WWE активно подчёркивают значимость группировки в ходе Понедельничных войн, что порой вызывает критику очевидцев и обозревателей, считающих, что эта роль в WWE завышена.
Левек всерьёз работал над всеми своими образами, делая ставку на визуальную составляющую, поэтому практически на всех стадиях своей карьеры Левек был одним из самых ярких персонажей. Вне зависимости от того, выступал ли он сольно или в группировке, к поступкам, интервью и матчам Левека было повышенное внимание, а выходы на матчи, особенно на WrestleMania (в частности, на WM 21, WM 22, WM 27, WM 32, WM 35), всегда обставляли как мини-представление, достойное отдельного просмотра. Во время нескольких таких выходов его музыкальные композиции исполнялись «вживую», дважды его песню исполняла группа Motorhead.
Левек смог пронести через свою карьеру считавшийся старомодным «олдскульный» рестлинг, делавший ставку на градус противоречий с оппонентами, а недостаточно высокий темп матчей компенсировался жестокостью и высокой значимостью отдельных приёмов. Учитывая, что в 2000х годах популярнее был технический стиль, характеризовавшийся высоким темпом, большим количеством сложных приёмов, матчи Левека были проще с точки зрения содержания, но насыщеннее с точки зрения спектра вызываемых эмоций.
Левек был одним из немногих рестлеров, кто в совершенстве владел умением организовать при своём участии громкий и значимый матч на главном шоу года WrestleMania. Матчи, проведённые Левеком против Криса Бенуа и Шона Майклза на WrestleMania XX, против Гробовщика на WrestleMania XXVII, против Дэниела Брайана на WrestleMania XXX считаются одними из лучших матчей в истории этого шоу. Матчи против Батисты на WrestleMania 21, против Джона Сины на WrestleMania 22, смешанный матч со Стефани Макмэн против Курта Энгла и Ронды Роузи венчали одни из лучших сюжетов к этому шоу.
Левек популяризировал использование в рестлинге кувалды (правильнее будет говорить «боевой молот»). Удары он наносил не с замаха, а концом молота, придерживая обух рукой. Со временем этот инструмент стал ассоциироваться в рестлинге именно с именем Левека так же, как теннисная ракетка ассоциируется с Джимом Корнеттом, а бейсбольная бита — со Стингом. Эту ассоциацию порой обыгрывали в других компаниях по рестлингу, в частности, в 2019 году на премьере шоу AEW Dynamite Коди Роудс разломал символический трон именно кувалдой, подав сигнал именно Левеку.
Левеку принадлежит одна из главных ролей в становлении нескольких суперзвёзд WWE. Так, например, благодаря Левеку в быстрые сроки на высокий уровень вышли Рэнди Ортон и Батиста, которых он самолично отобрал для участия в группировке «Эволюция», которая также считается одной из самых успешных в истории. Против Ортона и Батисты Левек провёл не один яркий сюжет и матч. Противостояние Левека и Батисты в 2005 году считается одним из лучших в истории WWE. Позже Левек помог становлению других молодых рестлеров, в частности Шеймуса, Романа Рейнса и Сета Роллинса.
Левек революционизировал работу с начинающими рестлерами, выстроив систему подготовительного рестлинга в NXT. Качество матчей в NXT многие называют выше, чем качество матчей основного ростера WWE. Некоторые рестлеры предпочитали оставаться в NXT на меньшей зарплате, но при этом проводить более качественные и интересные сюжеты и матчи. Работа Левека в NXT стала одной из причин того, что в WWE исчезло предвзятое отношение к некрупным атлетам из независимого рестлинга. Благодаря участию Левека на высокий уровень смогли выйти, например, Сет Роллинс, который был не таким высоким как многие другие чемпионы WWE, Кевин Оуэнс, который выступал в футболке, чтобы не было видно его лишний вес.
Благодаря участию Левека совершенно иначе и намного серьёзнее стал восприниматься женский рестлинг. Благодаря участию в сюжетах с Левеком на уровень одной из главных звёзд WWF смогла выйти Чайна. В NXT, которым управлял Левек, получили тренировку и подготовку к выступлениям будущие суперзвезды Шарлотт Флэр, Бекки Линч, Саша Бэнкс, Бьянка Белэйр.
Административная работа Левека заслуживает отдельной похвалы, поскольку благодаря его участию свою непримиримую позицию по отношению к WWE изменили многие бывшие звезды компании. В частности, именно Левек смог устроить примирение с Винсом Макмэном бывшего Чемпиона и длительного мэйн-ивентера Бруно Саммартино, которые были в итоге даже введены в Зал Славы WWE. Также назначение Левека начальником кадрового департамента и креативного комитета было позитивно воспринято нишевой общественностью.

## Критика
Пола Левека обвиняли в том, что значительную часть своего успеха он добился благодаря родственной связи с Винсом Макмэном. Брак со Стефани Макмэн называли одной из причин того, что Левек долгие годы проработал в WWE, выигрывал значительное количество титулов, включая победы на закате карьеры. Часто высказывается мнение, что Левек не заслужил некоторые из 14 выигранных Мировых Чемпионских титулов.
Левека критиковали за то, что, добившись чемпионского статуса, он пользовался возможностью влиять на свой букинг и сюжеты, и тем самым торпедировал карьеры многих молодых рестлеров, а также рестлеров, которые ранее выступали в ECW и WCW. Во время чемпионств, датированных началом 2000-х годов он, по высказыванию обозревателей, «хоронил» рестлеров, среди которых были Крис Джерико, Букер Т, Роб ван Дам. В 2003 году Левек стал первым рестлером WWE (и единственным до 2017 года), удержавшим Голдберга, который к тому моменту всё ещё сохранял ауру непобедимой серии времён WCW. Недовольство работой с Левеком высказывали и другие ветераны, в частности, Брет Харт и Дуэйн Джонсон. В частности, Джонсон вспоминал, что на ранней стадии карьеры Левек и Шон Майклз пытались всячески выдавить его из WWF, а Харт обвинял Левека в попытках саботажа своей карьеры, а рестлерский талант Левека называл переоценённым.
Левека критиковали за то, что периодически он сам выбирал своих оппонентов/партнёров по сюжетам и матчам, руководствуясь собственными интересами и не заботясь о других мнениях. Так противостояние с легендой WCW Стинга на WrestleMania 31 критикуют и за подготовку сюжета, и за содержание самого матча, который вылился в очередную демонстрацию приоритета WWE/F над WCW. Два матча против Гробовщика на WrestleMania в 2010-х годах, организованные после двух моментально ставших классикой матчей Гробовщика против Шона Майклза, пытались позиционировать как ещё более легендарные, хотя на самом деле они уступали противостояниям Гробовщика с Майклзом. Кроме того против Гробовщика Игрок в сумме провёл три матча на WrestleMania, что является наибольшим показателем среди его противников. Матчи же против Гробовщика, проведённые в Саудовской Аравии на выездных PPV WWE, считаются одними из худших матчей в истории. Критике подвергали и победные для Левека исходы этих матчей.
В статусе управленца по кадрам Левека критикуют за фаворитизм. При его участии в компанию вернулись многие его друзья, а некоторые получили значительное эфирное время на ТВ-шоу и PPV, включая центральные шоу WWE WrestleMania. СМ Панк считал, что работа Левека приводила к тому, что долгие годы новые рестлеры не могли стать мэйн-ивентерами. Также работа Левека выражалась в огромном количестве нанимаемых рестлеров с 2010 по 2019 годы количество рестлеров, принявших участие хотя бы в одном шоу WWE, выросло с 180 до 479. Это также привело к тому, что когда в WWE приняли решение по оптимизации бюджета, пришлось уволить значительное число сотрудников, многие из которых так и не получали возможность проявить себя. Это в конечном счёте ещё сильнее портило репутацию WWE. После того, как Левек получил руководящую должность в 2022 году, он в кратчайшие сроки вернул более 20 сотрудников: рестлеров и закулисных работников, что при этом не отразилось на улучшении качества шоу WWE, зато отменило продвижение нескольких успешных проектов, которые развивались в течение года (в частности, Риддл, Тиори, Мосс).
Несмотря на популярность шоу NXT и работы Левека в подготовительном центре, следует упомянуть, что этот успех был обусловлен многими искусственно созданными благоприятными факторами — шоу записывались компактно в ограниченное время и щадящем режиме. Сами шоу при этом были непродолжительными, а участники шоу не задерживались в NXT, уходя на RAW или Smackdown, то есть они не успевали приедаться зрителям. При этом подготовительная работа была неэффективной, выходцы из NXT часто оказывались не востребованы и не конкурентоспособны на уровне главных шоу WWE. Левека обвиняли в чрезмерном увлечении своими любимцами, которые не соответствовали представлениям об успешном рестлере традиционной аудитории WWE и были малоуспешны за пределами нишевой аудитории NXT. По этой причине стратегия привлечения новичков в 2021 году была изменена. Модель развития NXT оказалась провальной, телевизионные рейтинги NXT со временем упали, а противостояние с ТВ-шоу «Dynamite» другой организации профессионального рестлинга AEW привело к тому, что эфиры NXT перенесли со среды на вторник. Заявленная Левеком всемирная экспансия бренда NXT по состоянию на 2022 год осталась не реализованной по причине дороговизны и невозможности наладить нужные контакте в других странах. К текущему моменту заявлена ещё одна попытка экспансии — в Европе и Азии.

## Псевдоним в рестлинге
Пол Левек дебютировал в WWF в 1995 году под именем Хантер Хёрст Хелмсли (англ. Hunter Hearst Helmsley). Часто имя сокращалось до аббревиатуры HHH, а затем, когда Левек отошёл от образа аристократа, он стал использовать сокращение Трипл Эйч (Тройное Эйч, англ. Triple H) на постоянной основе.
C 1999 года Triple H назвал себя «Игра» (англ. The Game) подразумевая, что он находится на вершине мира рестлинга: не просто «участник игры» (англ. student of the game), а что он — «сама игра» (англ. the game).
Программы WWF дебютировали на российском телевидении в 2000 году на канале СТС, в них рестлер был представлен (комментаторами — Всеволодом Кузнецовым и Александром Новиковым) зрителям как «Игрок», что является адаптированным переводом прозвища The Game. В русскоязычных СМИ широко используется данный устоявшийся перевод псевдонима.
Имя «Хантер» закрепилось за Левеком на всю карьеру. В разные годы другие персонажи обращались к нему, называя его Хантером вне зависимости от образа, который он использовал. Более того, Левек охотно отзывался на имя «Хантер» и в реальной жизни. И наоборот, в сюжетных ситуациях, которые хотели представить более реалистичными, к нему обращались по настоящему имени «Пол».

## Образы, гиммики, персонажи
Пол Левек очень внимательно относился к своему образу («гиммику»), не забывая даже про самые кажущиеся незначительными детали. Его фирменными символами стали черепа, музыка в стиле тяжелый рок, кувалда и «Железный крест».
За свою карьеру он сменил несколько образов, которые адекватно эволюционировали один из другого, обрастая новыми элементами или отбрасывая устаревшие. Вскоре после дебюта Левек предстал в образе аристократа-франкофона, он говорил с французским акцентом (французского Левек не знал), его настоящее имя было переиначено на французский манер (Жан-Поль Левёк).
. Подчёркивая своё элитное происхождение, Левёк свой финишный приём назвал «Педигри». После перехода в WWF Левек несколько обновил образ, его стали представлять родом из дорогого района дорогого города Коннектикута. Ему подобрали более англоязычное имя Хантер Хёрст Хелмсли или сокращённо «Тройное Эйч». Со временем Левек сдружился с представителями закулисной группировки «Клика», и его образ аристократа сменился более комедийным и издевательским персонажем. Сочетая прежний внешний вид, но постоянно обновляя стиль поведения, Левек провёл вторую половину 90х, став лидером безумно популярной группировки DX. Со временем Левек демонстрировал больше жёсткости и стремления к власти. Он избрал в качестве фирменного «постороннего» предмета боевой молот (который чаще именуют кувалдой), который выглядел более жестоким, чем складные стулья или бейсбольные биты, которые традиционно использовались в рестлинге. Склонность к манипулированию другими и холодный расчёт, которые Левек начал демонстрировать ближе к концу эры «Аттитуды», отражали его новое прозвище «Интеллектуальный убийца» (Cerebral assassin). Параллельно Левек начал серьёзно работать в тренажёрном зале, набрав большую мышечную массу. Увлечение тяжёлой музыкой привело к появлению в его символике большого количества черепов. Выиграв турнир «Король ринга», Левек некоторое время носил корону, которая станет постоянно присутствовать в его образе.
После того, как Левек, пропустив около семи месяцев из-за травмы, вернулся в WWF в 2002-м году и начал регулярно носить джинсовую жилетку поверх кожаной куртки, чтобы ещё подчеркнуть массивные мускулы. Тогда его логотип окончательно из сочетания букв «H» в честь его любимой группы Motorhead превратился в «Железный крест», который также остался с Левеком на всю карьеру. Ранее в 2001 году Motorhead записали для Левека песню «The Game», которая стала его фирменной.
Выступая в составе группировки «Эволюция», Левек демонстрировал стратегический взгляд в будущее и учёт всех достоинств прошлого. Эта группировка также получила музыкальную тему в исполнении Motorhead.
В 2006 году на WrestleMania Левек использовал во время выхода инсталляцию в виде королевского трона, украшенного привычными для него крестами. Он был в короне, черепов также было достаточно. Образ напоминал «Конана-варвара». Он начал использовать музыкальную тему с названием «Король Королей» вновь от «Motorhead». А после очередного возвращения после травмы Левек и одержанной победы над Королём Букером Т, «Король Королей» стало его постоянным прозвищем. Это стало венцом эволюции образа Левека, который он затем варьировал исходя из текущих сюжетов.
В 2011 году Левек, получив назначение в офис WWE, сменил образ ещё раз, надев строгий костюм и приобретя персонаж руководителя, в котором он задействовал идеи «Интеллектуального убийцы» и одержимость властью. На матчи он по-прежнему регулярно выходил в прежней форме, используя в своей деятельности и прежние символы, и привычные инструменты и оружие. Со временем из образа Левека исчезли длинные волосы.

## Личная жизнь

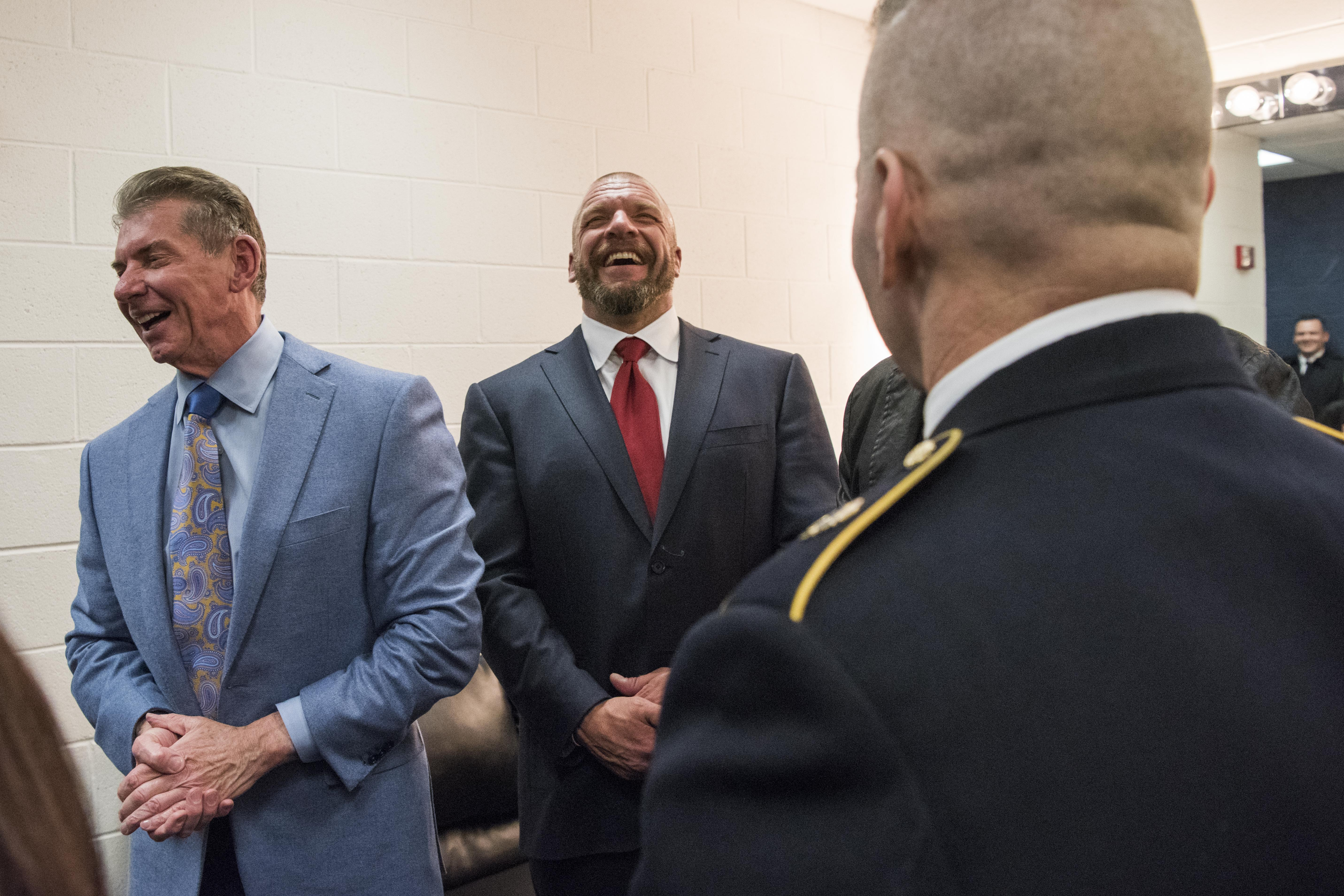
Трипл Эйч со своим тестем, Винсом Макмэном в 2016 году

Женился на Стефани Макмэн 25 октября 2003 года. У них трое дочерей: Аврора (род. 24 июля 2006), Клэр (род. 28 июля 2008) и Вон Эвелин (род. 24 августа 2010).
До этого Левек был в долгосрочных отношениях с Джоан Лорер, более известной как Чайна, они расстались по причине того, что Лорер не хотела детей.
8 сентября 2021 года WWE опубликовала заявление о том, что на прошлой неделе Левеку была проведена медицинская процедура из-за проблем с сердцем, вызванных генетическим заболеванием.

## Фильмография
| Год       |    | Русское название                      | Оригинальное название                         | Роль                                                      |
| --------- | -- | ------------------------------------- | --------------------------------------------- | --------------------------------------------------------- |
| 1998—1998 | с  | Полицейские на велосипедах            | Pacific Blue                                  | камео / Triple H                                          |
| 1998—1998 | с  | Шоу Дрю Кэри                          | The Drew Carey Show                           | Педант / The Disciplinarian                               |
| 2001—2001 | с  | Безумное телевидение                  | Mad TV                                        | камео / Triple H                                          |
| 2004      | ф  | Блэйд: Троица                         | Blade: Trinity                                | Джарко Гримвуд / Jarko Grimwood                           |
| 2005—2005 | с  | Шоу Берни Мака                        | The Bernie Mac Show                           | камео / Triple H                                          |
| 2006      | ф  | Странные родственники                 | Relative Strangers                            | Рестлер / Wrestler                                        |
| 2009—2009 | мс | Робоцып                               | Robot Chicken                                 | Волк-оборотень / Werewolf                                 |
| 2011      | ф  | Сопровождающий                        | The Chaperone                                 | Рэймонд «Рэй Рэй» Бредстоун / Raymond "Ray Ray" Bradstone |
| 2011      | ф  | Наизнанку                             | Inside Out                                    | Арло «AJ» Джейн / Arlo Jayne (A.J.)                       |
| 2014      | мф | Скуби-Ду! Искусство борьбы            | Scooby-Doo! WrestleMania Mystery              | камео / Triple H                                          |
| 2016      | мф | Скуби-Ду! и проклятье демона скорости | Scooby-Doo! and WWE: Curse of the Speed Demon | камео / Triple H                                          |
| 2017      | мф | Лови волну 2                          | Surf's Up 2: WaveMania                        | Хантер / Hunter                                           |

## Титулы и достижения
- The Baltimore Sun
  - Рестлер десятилетия (2010)[220]
- CBS Sports

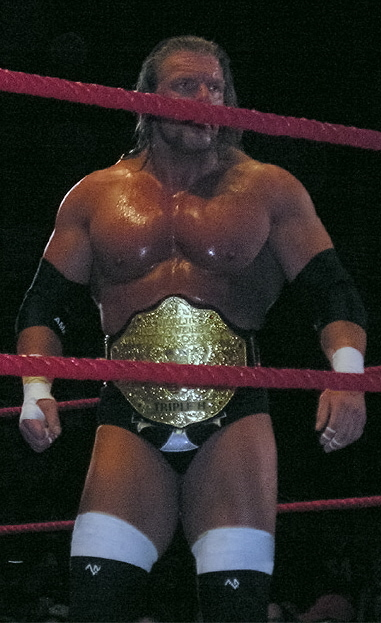
Трипл Эйч Чемпион мира в тяжёлом весе

  - Худший сюжет года (2018) с Шоном Майклзом против Гробовщика и Кейна[221]
- International Wrestling Federation
  - Чемпион IWF в тяжёлом весе (1 раз)[4]
- Pro Wrestling Illustrated
  - Вражда года (2000) пр. Курта Энгла[222]
  - Вражда года (2004) пр. Криса Бенуа[222]
  - Вражда года (2009) пр. Рэнди Ортона[222]
  - Вражда года (2013) пр. Дэниела Брайана, в качестве члена «Власти»[222]
  - Матч года (2004) пр. Криса Бенуа и Шона Майклза на WrestleMania XX[222][223]
  - Матч года (2012) пр. Гробовщика на WrestleMania XXVIII[222]
  - Самый ненавистный рестлер десятилетия (2000—2009)
  - Самый ненавистный рестлер года (2003—2005)[222]
  - Самый ненавистный рестлер года (2013) — в качестве члена «Власти»[222]
  - Самый ненавистный рестлер года (2014) — со Стефани Макмэн[222]
  - Рестлер десятилетия (2000—2009)
  - Рестлер года (2008)[222]
  - № 1 в топ 500 рестлеров в рейтинге PWI 500 в 2000 и 2009[224]
- World Wrestling Federation/Entertainment/WWE
  - Чемпион WWF/WWE (9 раз)[225]
  - Чемпион мира в тяжёлом весе (5 раз)[226]
  - Интерконтинентальный чемпион WWF/WWE (5 раз)[227]
  - Европейский чемпион WWF (2 раза)[228]
  - Объединённый командный чемпион WWE (1 раз) — с Шоном Майклзом[229]
  - Командный чемпион WWF (2 раза) — со Стивом Остином (1) и Шоном Майклзом (1)[230]
  - Король ринга (1997)[5]
  - Победитель «Королевской битвы» (2002, 2016)[231]
  - Седьмой чемпион Тройной короны
  - Второй чемпион Большого шлема
  - Slammy Award (3 раза)
    - Лучшие волосы (1997)[232]
    - OMG-момент года (2011) — Гробовщик вырвался из Tombstone Piledriver от Triple H на WrestleMania XXVII[233]
    - Матч года (2012) — пр. Гробовщика на WrestleMania XXVIII[234]

  - Зал славы WWE (2019) — как член D-Generation X[235]
  - Зал славы WWE (2025)
- Wrestling Observer Newsletter
  - Лучший букер (2015) с Райаном Уордом[236], (2023)
  - Вражда года (2000) пр. Мик Фоли[237]
  - Вражда года (2004) против Криса Бенуа и Шона Майклза[237]
  - Вражда года (2005) пр. Батисты[237]
  - Рестлер года (2000)[237]
  - Самая отвратительная рекламная тактика (2002) обвинение Кейна в убийстве и некрофилии (Кэти Вик)[237]
  - Самый переоценённый (2002—2004, 2009)[237]
  - Наименее любимый рестлер читателей (2002, 2003)[237]
  - Худшая вражда года (2002) против Кейна[237]
  - Худшая вражда года(2006) с Шоном Майклзом против Винса Макмэна и Шейна Макмэна[237]
  - Худшая вражда года (2011) пр. Кевина Нэша[238]
  - Худшая вражда года (2013) — как член «Власти» против Биг Шоу[239]
  - Худший матч года (2003) пр. Скотта Штайнера на Royal Rumble[237]
  - Худший матч года (2008) пр. Эджа и Владимира Козлова на Survivor Series[237]
  - Худший матч года (2018) с Шоном Майклзом против Гробовщика и Кейна на Crown Jewel[240]
  - Зал славы Wrestling Observer Newsletter (2005)[241]

### Другие награды и премии
- Boys & Girls Clubs of America
  - Зал славы (2017)[242]
- International Sports Hall of Fame
  - Зал славы (2015)[243]
- Metal Hammer Magazine
  - Премия Metal Hammer «Дух Лемми» (2016)[244]